# Weinbau in der Schweiz

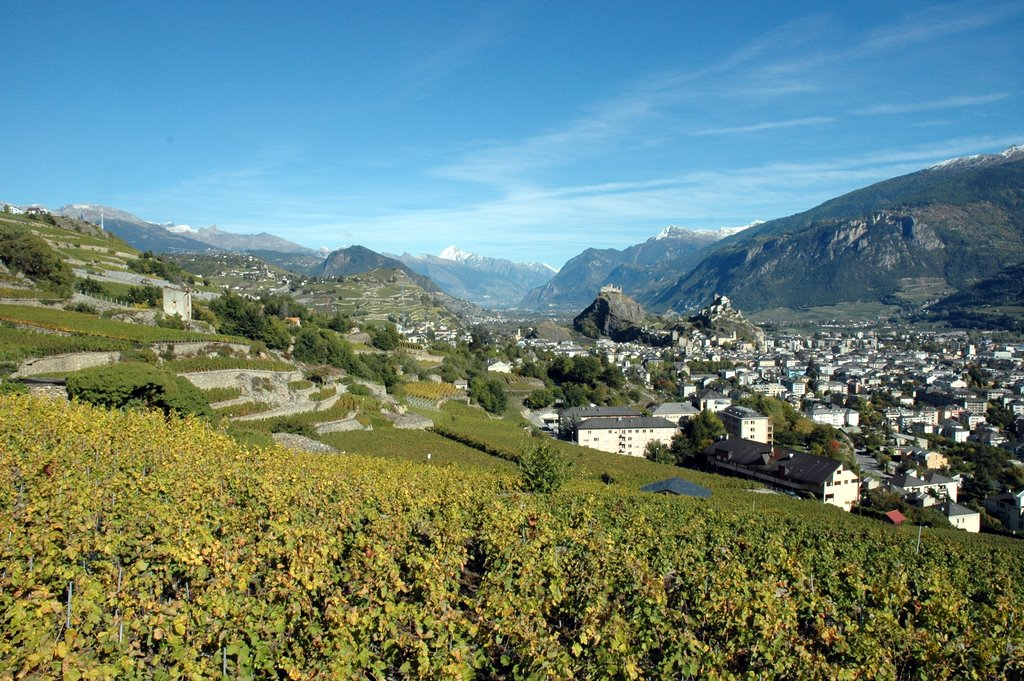
Rebhänge bei Sitten im Kanton Wallis

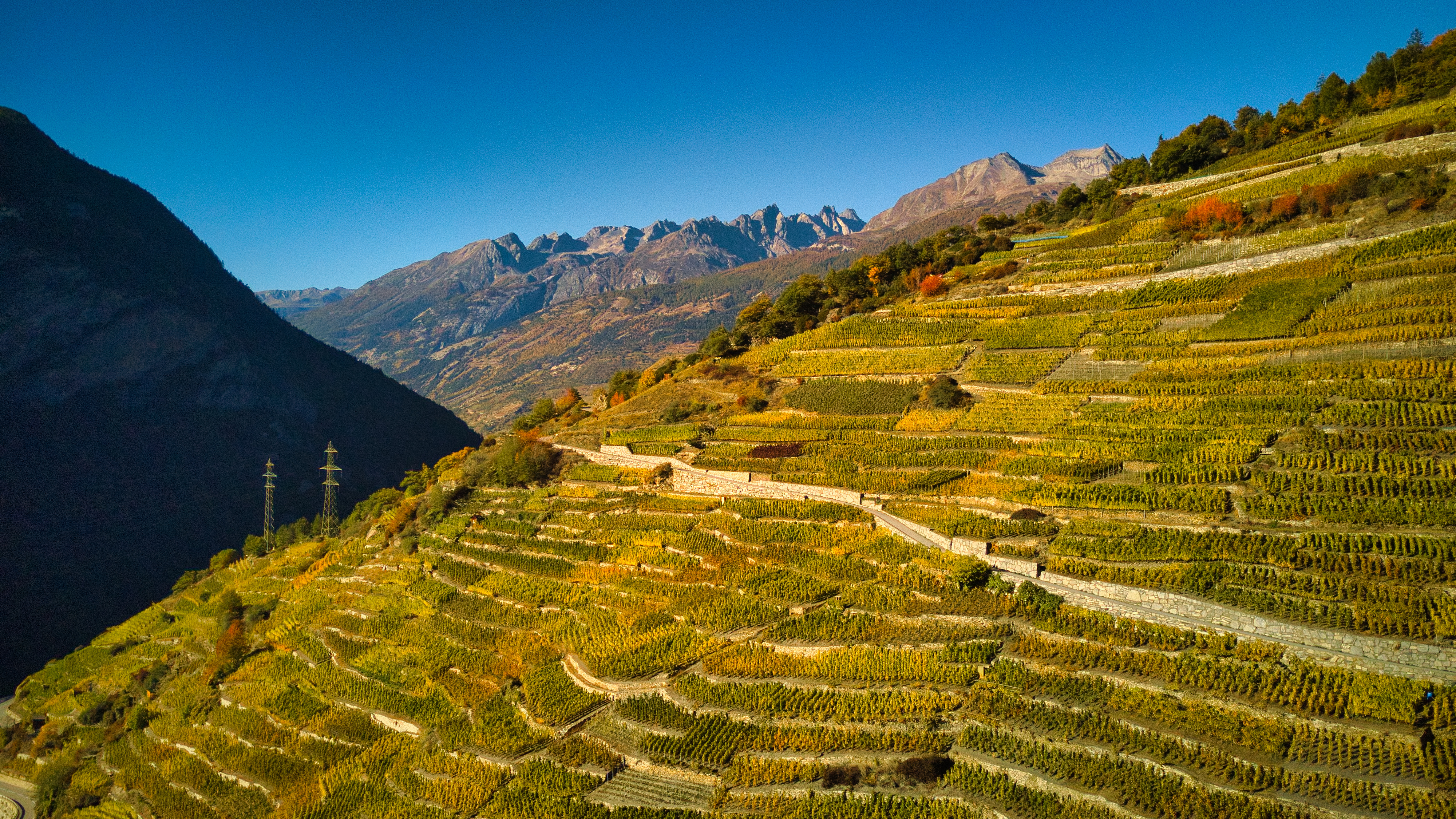
Weinberg in Visperterminen – einer der höchstgelegenen in Europa

Der Weinbau in der Schweiz findet hauptsächlich im Wallis sowie in den französischsprachigen Westschweizer Kantonen Waadt, Neuenburg, Genf und im Drei-Seen-Land statt. In der Deutschschweiz konzentriert sich der Weinbau auf die deutschsprachigen Gebiete des Drei-Seen-Landes sowie die Kantone Aargau, Luzern, Zürich, Schaffhausen und Thurgau und auf das Alpenrheintal. Im italienischsprachigen Tessin werden vor allem Rotweine erzeugt.
Schweizer Weine werden zum Grossteil in der Schweiz getrunken; nur ein bis zwei Prozent der in der Schweiz erzeugten Weine werden exportiert. Die Nachfrage übersteigt die Menge des meist auf schwierigem Gelände angebauten Weines. Dies führt zu hohen Preisen sowie zu der Versuchung, Bedingungen für sehr hohe Erträge zu schaffen. Seitdem sich die gesetzlichen Rahmenbedingungen in der Schweiz durch Schaffung von kontrollierten Appellationen verschärft haben, steigt die Qualität des Schweizer Weines an. Die Anbaubedingungen auf nur kleinen Weinbergen in steilen Hanglagen sind schwierig.
Schweizer Weine sind überwiegend leichte Weine, die eher jung getrunken werden. Die bedeutendsten Schweizer Weine sind der Weisswein Chasselas (Gutedel, im Kanton Wallis Fendant) und der Rotwein Pinot Noir, im Kanton Wallis auch Dôle.

## Geschichte

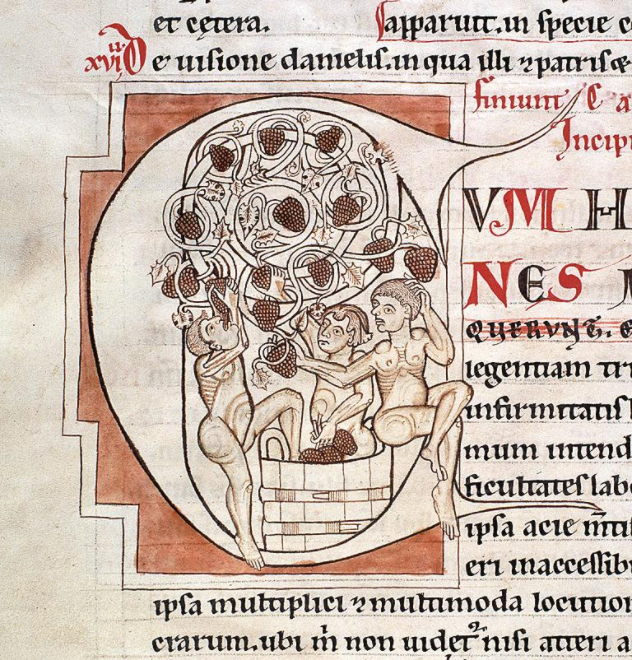
Zierinitiale C mit Keltermotiv aus dem Werk De Trinitate, Anfang 13. Jahrhundert (Stiftsbibliothek Engelberg)

Im Kanton Wallis (französisch Valais) sind Traubenkerne aus eisenzeitlichem Kontext im Oberwalliser Gamsen belegt. Zudem konnte nachgewiesen werden, dass im Wallis bereits zwischen 800 und 600 v. Chr. Reben kultiviert wurden. Auch aus frührömischem Kontext wurden Traubenkerne auf zahlreichen Grabungen gefunden. Rebmesser wurden in Gutshöfen der Westschweiz und Städten wie Nyon und Martinach entdeckt. Für den römischen Rebbau im Walliser Alpenraum sprechen wohl auch alte autochthone Traubensorten, wie etwa die Amigne-Traube (Mitis amoena?) oder Resi (Uva raetica?).
Die erste noch erhaltene urkundliche Erwähnung von Reben in der Schweiz stammt aus dem Kanton Wallis aus dem Jahre 516 von der Abtei Saint-Maurice, die das älteste ununterbrochen bewohnte Kloster des Abendlandes ist. Von dort verbreitete sich die Rebe in den Klöstern allmählich in der ganzen Schweiz, wie durch die Zisterzienser in Dézaley. In der Waadt ist seit dem 6. Jahrhundert die Kultivation von Wein gesichert.
Im 17. Jahrhundert erlebten die Schweizer Winzer eine erste Krise mit dem vermehrten Import südlicher Weine insbesondere aus dem unteren Rhonetal auf französischer Seite.
Ende des 19. Jahrhunderts wurde die Schweiz von den Rebkrankheiten Echter Mehltau und von der Reblaus heimgesucht. Zusammen mit billigen Importen sowie mit der zunehmenden Bebauung der für den Weinbau wichtigen Seeufer ging die Rebfläche vom Ende des 19. Jahrhunderts bis ca. 1960 von 33 000 ha auf 12 500 ha zurück.
Um den Weinbau in der Schweiz nachhaltiger zu gestalten, wird seit kurzem auch integrierter Weinbau betrieben. Der IP-Suisse-Wein soll ab 2022 bei Denner erhältlich sein.
Bei Kontrollen durch Kantonschemiker aus dem Jahr 2023 konnten in Weintrauben Rückstände von verbotenen Pestiziden nachgewiesen werden.
Unter anderem infolge der Unwetter in der Schweiz im Sommer 2024 war die Weinernte 2024 nach 2021 die zweitschwächste der letzten 50 Jahre.
Die Goldgelbe Vergilbung tritt im Kanton Tessin seit 2004 auf und hat sich seither in weiteren Kantonen ausgebreitet.

## Qualitätsweine in der Schweiz
1988 wurde vom Kassensturz aufgedeckt, dass Schweizer Weisswein massiv mit Rübenzucker gepanscht wurde, um den Alkoholgehalt des Weins zu erhöhen (Chaptalisation). 1990 führte der Kanton Wallis als erstes Anbaugebiet der Schweiz eine Qualitätsweinhierarchie ein. Früher war es einem Schweizer Winzer weitgehend überlassen, welche Informationen er auf das Etikett der Weinflasche drucken wollte. Die Weine wurden in der Regel nach Ortsnamen oder Rebsorten benannt. Daneben gab es Weine mit einem eigenen Markennamen.
Die Weingesetzgebung der Schweiz (Weinverordnung) sieht drei Kategorien von Wein vor:
- Kategorie I sind kontrollierte Appellationen mit kontrollierter Ursprungsbezeichnung. Die Bezeichnung dieser Stufe lautet AOC gefolgt vom Namen der Region, in der der Wein wächst. Für einige Gemeinden dieser Kategorie ist die Bezeichnung Grand Cru zugelassen.
- Kategorie II ist ein Landwein mit Herkunftsbezeichnung, also ein Vin de Pays
- Kategorie III sind Tafelweine ohne Herkunftsbezeichnung

2014 wurde Provins wegen übermässigen Zuckeranreicherungen angezeigt und später dafür gebüsst.

## Rebsorten in der Schweiz
2019 waren in der Schweiz über 200 Rebsorten auf einer Rebfläche von 14'704 ha bekannt; pilzwiderstandsfähige Rebsorten gewannen mit 316 ha an Bedeutung.: S. 5 Die Weinbaufläche geht seit Jahren geringfügig, aber kontinuierlich zurück.: S. 5 Einige dieser Reben sind international bekannt und in mehreren Ländern im Anbau. Daneben existieren autochthone Sorten mit lokalem Charakter wie z. B. die Sorten Petite Arvine, Amigne, Rouge du Pays (Cornalin du Valais, Walliser Cornalin) und Humagne Blanc aus dem Kanton Wallis. Ausserdem gibt es kleinere Rebflächen mit Neuzüchtungen wie den Sorten Gamaret, Garanoir oder der Sorte Diolinoir. Das Verhältnis von Weiss- zu Rotweinrebsorten beträgt 42:58.

### Weisse Rebsorten
Bei den weissen Rebsorten herrschen vor: Chasselas oder im Kanton Wallis Fendant (mit 3656 ha Rebfläche), Müller-Thurgau (453 ha), Chardonnay (394 ha), Silvaner oder im Kanton Wallis Johannisberg (286 ha), Pinot Gris oder im Kanton Wallis Malvoisie (235 ha), Petite Arvine (219 ha), Sauvignon Blanc (201 ha), Savagnin oder im Kanton Wallis Heida (199 ha), Pinot Blanc (114 ha), Viognier (52,3 ha), Gewürztraminer (48,3 ha), Marsanne blanche oder im Kanton Wallis Ermitage (45,2 ha), Amigne (42,2 ha), Muscat blanc à petits grains (40,5 ha), Doral (35,8 ha), Johanniter (31,6 ha), Solaris (29,8 ha), Humagne Blanc (29,1 ha), Räuschling (26,4 ha), Kerner (25 ha), Aligoté (24,2 ha), Riesling (23,3 ha), Sauvignon Gris (13,2 ha), Muscaris (12,4 ha), Charmont (10,2 ha), Seyval Blanc (10,1 ha), Chenin Blanc (9,2 ha)

### Rote Rebsorten
Bei den roten Rebsorten herrschen vor: Pinot Noir oder im Kanton Wallis auch Dôle (3.949 ha), Gamay (1.204 ha), Merlot (1181 ha), Gamaret (436 ha), Garanoir (228 ha), Syrah (202 ha), Cornalin d’Aoste (Humagne Rouge) (151 ha).

## Offizielle Weinregionen

### Kanton Wallis

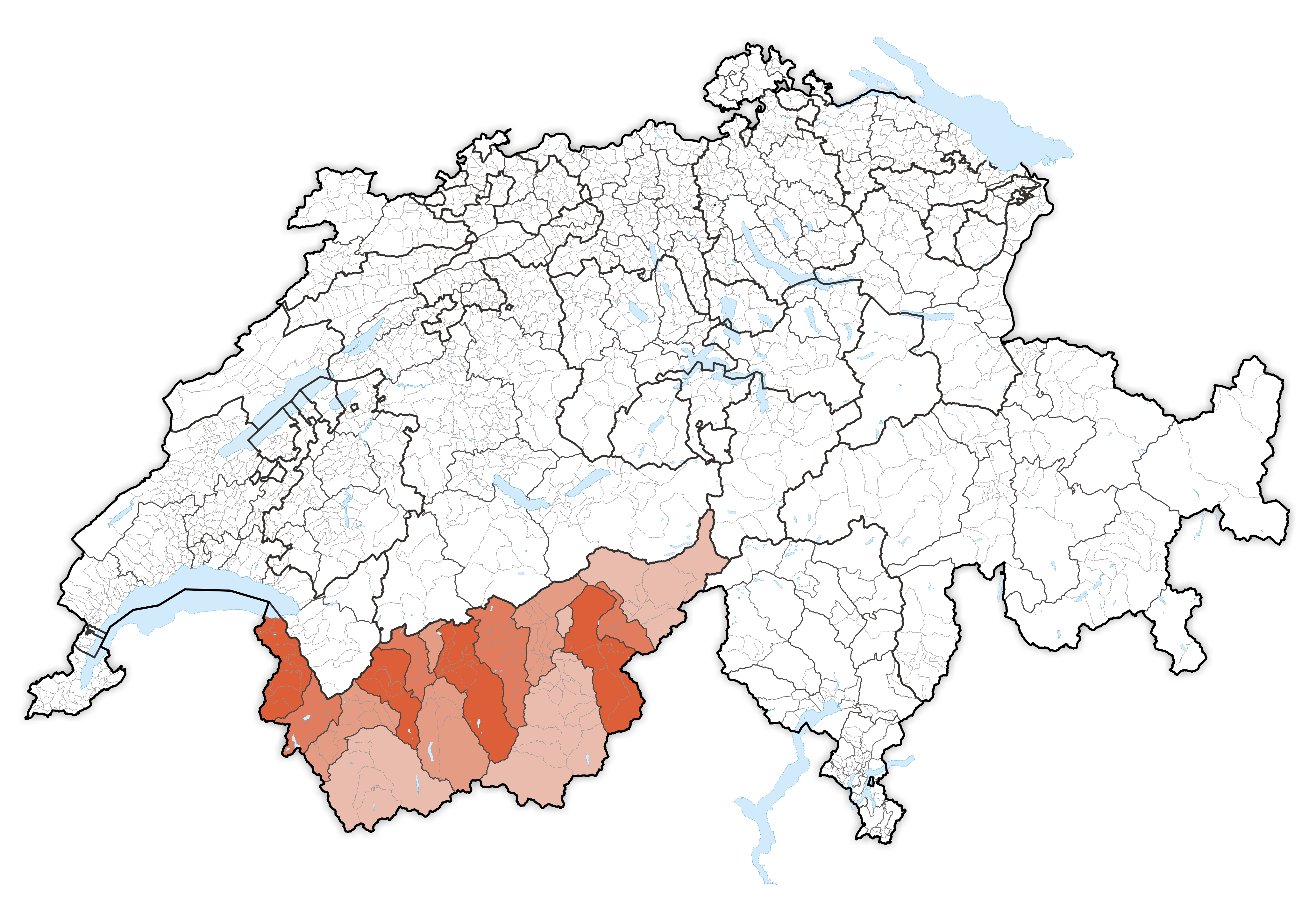
Lagekarte des Kantons Wallis

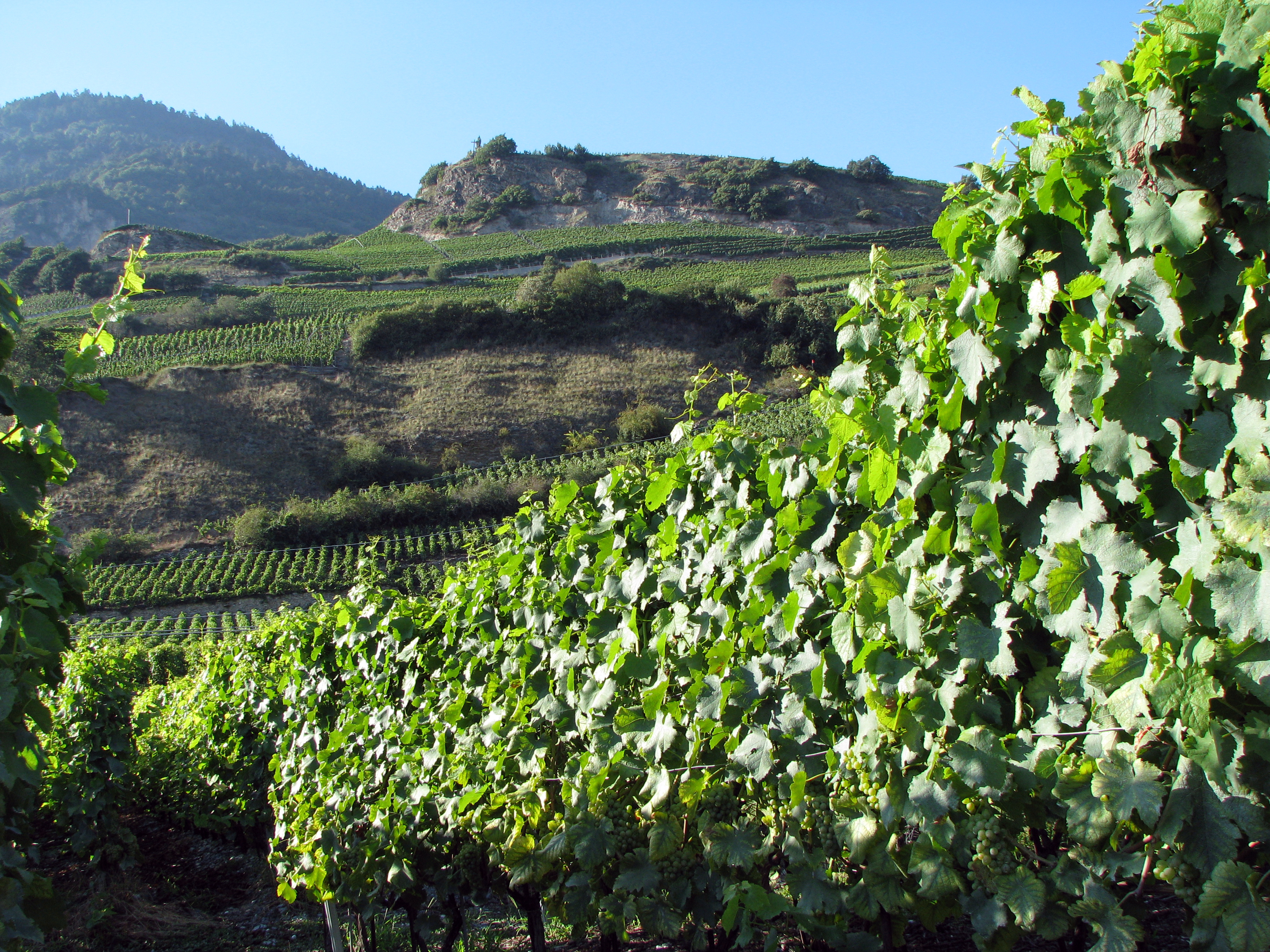
Rebberg in Saillon

Es konnte nachgewiesen werden, dass im Kanton Wallis (französisch Valais) bereits zwischen 800 und 600 v. Chr. Reben kultiviert wurden. Heute gibt es im grössten Weinbaukanton der Schweiz etwa 4600 ha Rebfläche, die in rund 75'000 Parzellen unterteilt ist, welche meist im Nebenerwerb bewirtschaftet werden. Folglich stammen rund 40 % aller in der Schweiz erzeugten Weine aus dem Kanton Wallis. Beginnend bei Visp folgen die Weinberge dem Lauf des Flusses Rhone bis nach Martinach. Die Rebflächen befinden sich an den unteren Hängen der Berge auf einer Höhe von 450 bis 850 m ü. M. mit Steillagen von bis zu 70 % Steigung; viele der Weinberge sind terrassiert. Der bei Visperterminen liegende Weinberg Riebe ist der höchstgelegene Weinberg nördlich des Alpenhauptkammes. Das Wallis verfügt über eine mittlere Sonnenscheindauer von 2090 Stunden bei einer Niederschlagsmenge von 600 bis 800 mm/Jahr. Damit sind die klimatischen Randbedingungen ähnlich wie in Bordeaux (Frankreich). Das Wallis zeichnet sich durch eine unglaublich grosse Zahl autochthoner weisser und roter Traubensorten aus, die häufig mit ebenfalls autochthonen Traubensorten aus dem Aostatal verwandt sind. Bei einigen von ihnen wird vermutet, dass sie noch aus der Römerzeit stammen. Die Weine zeichnen sich durch eine grosse Vielfalt aus: Einige Traubensorten ergeben eher rustikale Weine, während andere auch Weine von Weltklasse hervorbringen (v. a. Petite Arvine, Amigne Blanche und Humagne Blanche). Die bekanntesten einheimischen roten Varietäten Cornalin d’Aoste (Humagne Rouge) und Rouge du Pays (Cornalin du Valais, Walliser Cornalin) werden einerseits einzeln vinifiziert, finden sich aber auch häufig in Cuvées Verwendung. Etwa gleichzeitig mit dem erwachten Interesse an den autochthonen Traubensorten nahm in den vergangenen Jahrzehnten auch der Anbau von Syrah markant zu, nachdem sich gezeigt hatte, dass sich im Wallis hervorragende Weine aus dieser Traubensorte keltern lassen.
Einheimische (autochthone) Rebsorten des Kantons Wallis sind:
- Weisse Rebsorten: Amigne, Arvine, Humagne Blanche, Mennas und Resi
- Rote Rebsorten: Cornalin beziehungsweise Landroter (Cornalin des Wallis, Cornalin du Valais)[16]

Traditionelle Rebsorten des Kantons Wallis sind, wobei allen einheimischen und den traditionellen Rebsorten mit GC die Bezeichnung Grand Cru vorbehalten ist:
- Weisse Rebsorten: Chardonnay, Chasselas (Fendant GC), Gwäss (Gouais), Himbertscha, Lafnetscha, Marsanne blanche (Ermitage) GC, Muscat, Pinot blanc, Pinot gris (Malvoisie) GC, Riesling (Petit Rhin), Müller-Thurgau oder Riesling-Sylvaner (Riesling x Chasselas de Courtiller), Roussanne GC, Savagnin blanc (Heida oder Païen) GC und Sylvaner (Rhin oder Gros Rhin) GC
- Rote Rebsorten: Durize (Rouge de Fully), Eyholzer Roter, Gamay GC, Humagne Rouge GC, Pinot noir GC und Syrah GC

Folgende Gemeinden haben den Status einer Appellation d’Origine Contrôlée (AOC):
- Fully, Saxon, Saillon, Chamoson, Ardon, Vétroz, Conthey, Savièse, Sion, Grimisuat, Ayent, Lens, Noble-Contrée, Sierre, Salquenen oder Salgesch, Varen.
- Darüber hinaus verfügen die Gemeinden Vétroz, St-Léonard und Fully über Grand Cru Lagen.

Rebsortenspiegel:
- weiss (insgesamt 2228 ha): Chasselas mit 1648 ha, Müller-Thurgau (19 ha), Chardonnay (62 ha), Silvaner (204 ha), Pinot Gris (55 ha), Pinot Blanc (20 ha), Petite Arvine (65 ha), Sauvignon Blanc (7 ha), Sonstige (149 ha)
- rot (insgesamt 3008 ha): Pinot Noir (1836 ha), Gamay (933 ha), Merlot (7 ha), Gamaret (13 ha), Garanoir (4 ha), Syrah (62 ha), Cornalin d’Aoste (Humagne Rouge) (65 ha), Rouge du Pays (Cornalin du Valais, Walliser Cornalin) (38 ha), Sonstige (49 ha)

Bekannte Weine sind der weisse Fendant, der mittelschwere Rotwein Dôle und ein Rosé mit dem Namen Œil de perdrix du Valais.

### Kanton Waadt

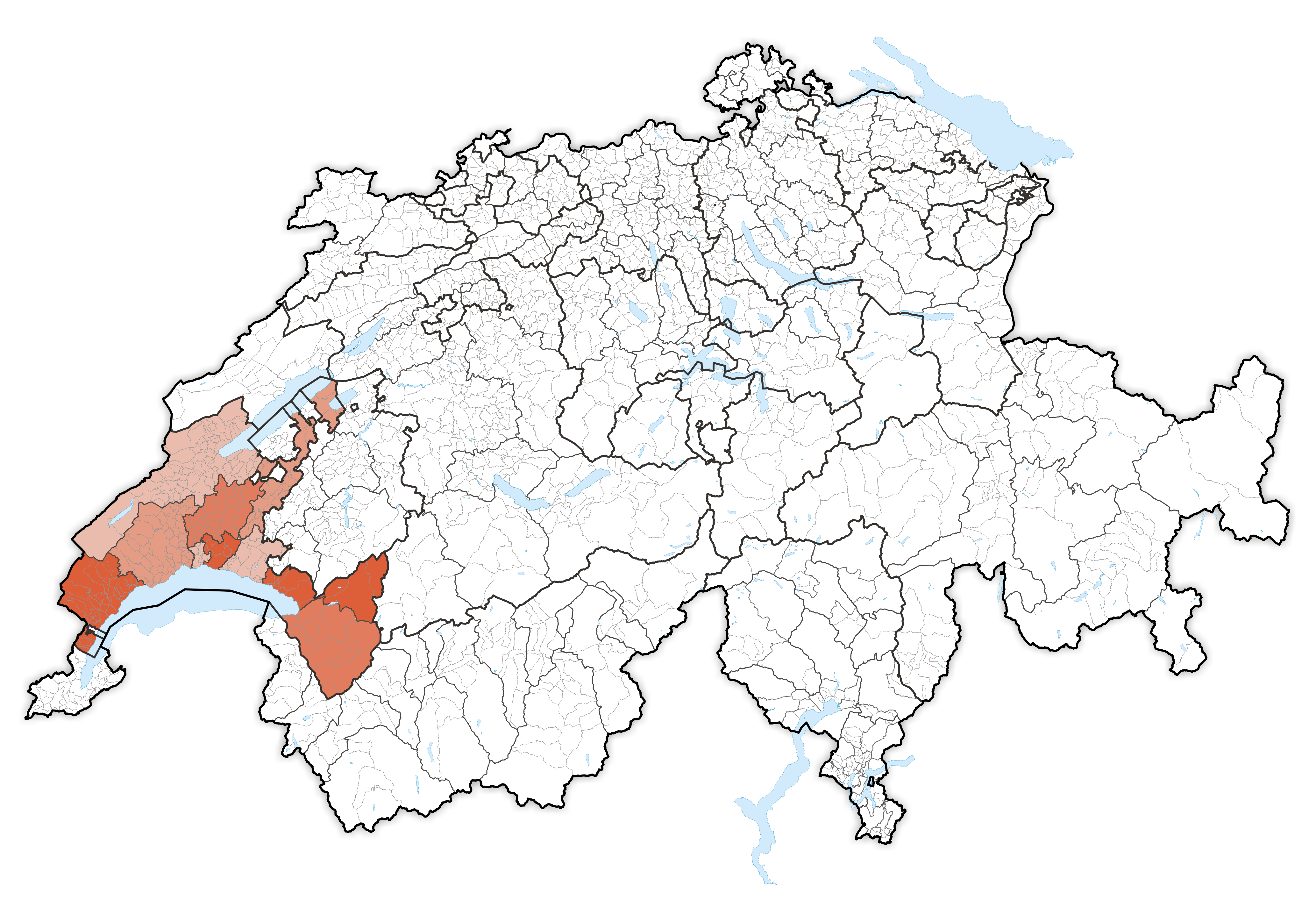
Lagekarte des Kantons Waadt

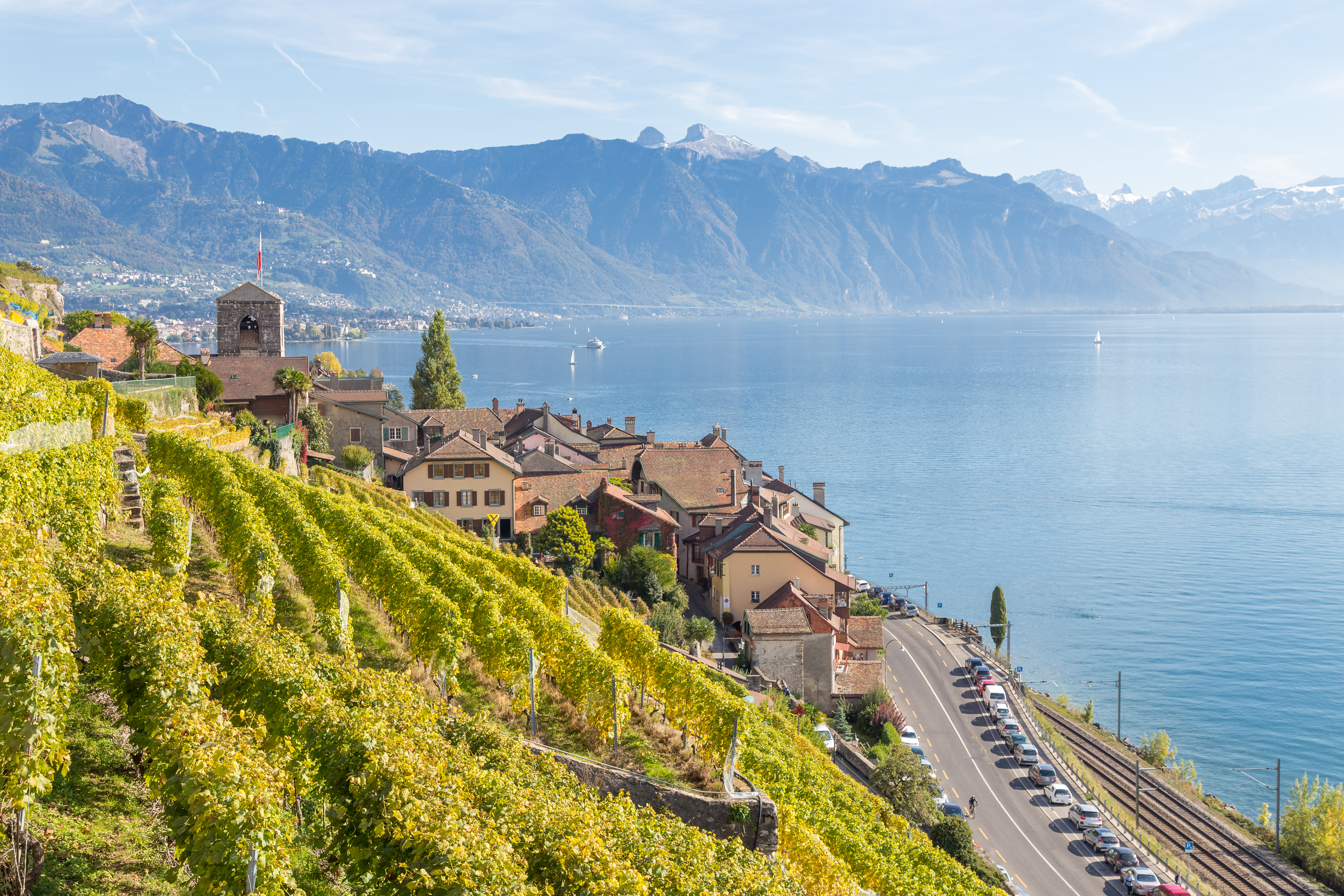
Blick auf Saint-Saphorin oberhalb des Genfersees

Der Kanton Waadt (französisch Vaud) verfügt über 3814 ha Rebfläche und ist somit der zweitgrösste Weinbaukanton der Schweiz. Hier entfallen allein auf die Rebsorte Chasselas 68 % der Rebfläche. Die Weinberge der 28 Appellationen liegen recht weit verstreut, so dass der Kanton aus Weinbausicht in vier Regionen aufgeteilt ist:
- La Côte: vereint die Weinberge am Genfersee (Lac Léman) zwischen den Orten Morges und Nyon also zwischen Lausanne und Genf. Folgende Gemeinden haben den Status einer Appellation: Morges, Aubonne, Féchy, Perroy, Mont-sur-Rolle, Tartegnin, Coteau de Vincy, Bursinel, Vinzel, Luins, Begnins, Nyon.
- Lavaux: in dieser Region sind die Weinberge am Genfersee zwischen Lausanne und Montreux zusammengefasst. Folgende Gemeinden haben den Status einer Appellation: Lutry, Villette, Epesses, Dézaley (Grand Cru), Calamin (Grand Cru), Saint-Saphorin, Chardonne, Vevey, Montreux.
- Chablais: die Region Chablais befindet sich im Rhônetal zwischen dem Genfersee und Bex und bildet somit eine Verlängerung zum Kanton Wallis. Folgende Gemeinden haben den Status einer Appellation: Villeneuve, Yvorne, Aigle, Ollon, Bex.
- Nord Vaudois: die Region Nord Vaudois liegt in der Nähe der Seen Lac de Neuchâtel (Neuenburgersee) und Lac de Morat (Murtensee) bei Yverdon-les-Bains. Bonvillars, Côtes de l’Orbe, Mont Vully bilden die Appellationen dieser Region.

Rebsortenspiegel:
- weiss (insgesamt 2737 ha): Chasselas (2631 ha), Müller-Thurgau (11 ha), Chardonnay (31 ha), Silvaner (4 ha), Pinot Gris (23 ha), Pinot Blanc (14 ha), Sauvignon Blanc (5 ha), Sonstige (19 ha).
- rot (insgesamt 1145 ha): Pinot noir (501 ha), Gamay (522 ha), Merlot (4 ha), Gamaret (37 ha), Garanoir (34 ha), Syrah (2 ha), Sonstige (45 ha).

### Kanton Genf

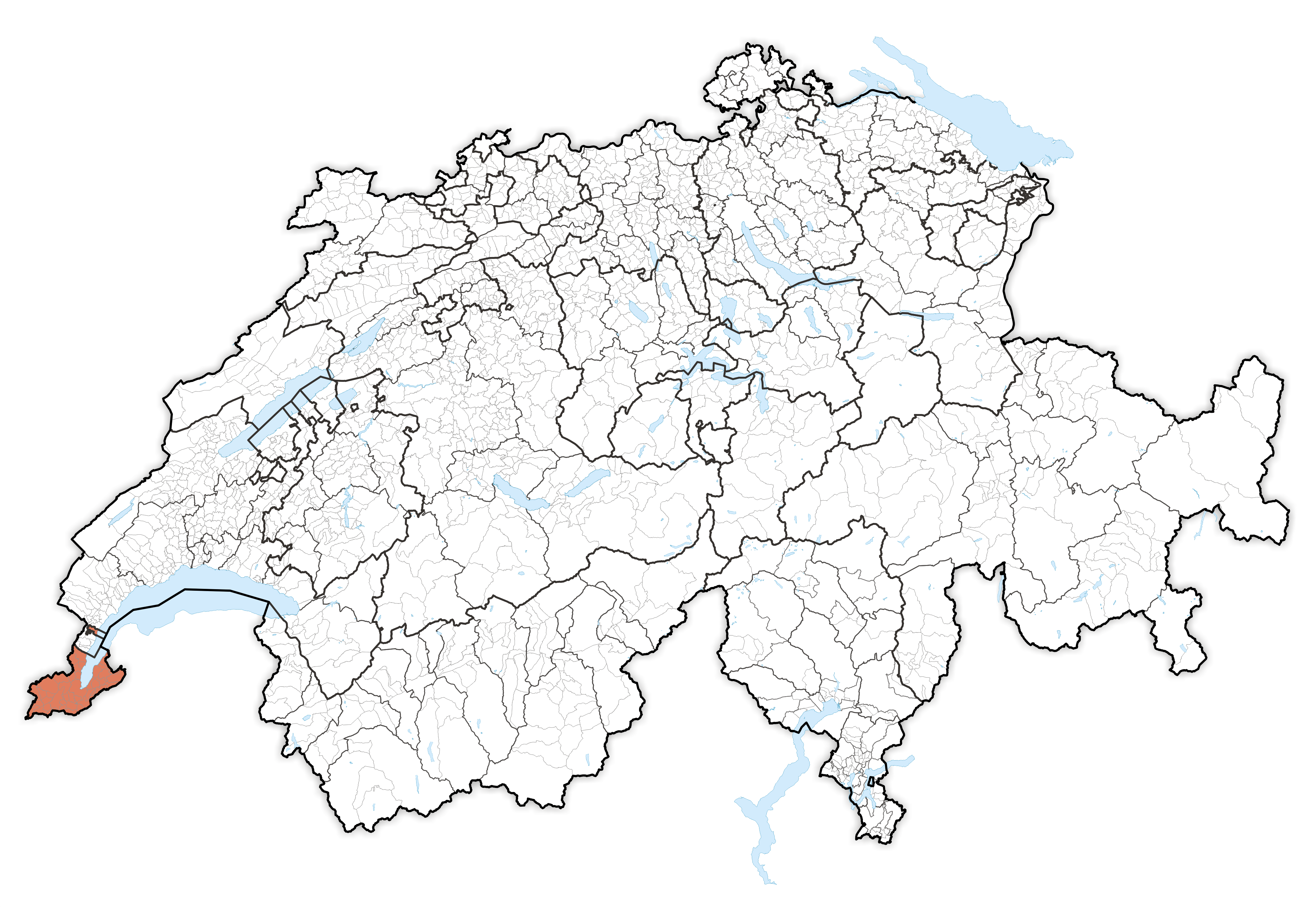
Lagekarte des Kantons Genf

Der Kanton Genf (französisch Genève) verfügt über eine Rebfläche von 1340 ha. Von den insgesamt 45 Gemeinden des Kantons wird in 35 Gemeinden Wein angebaut. Anders als im Rest der Schweiz ist das Gelände recht flach. In der Region Le Mandement stehen insgesamt 879 ha in einer Monokultur. Auf 7 km Länge bis zur französischen Grenze liegt eine Weinanbaufläche neben der anderen. So verwundert es nicht, dass die grösste Gemeinde dieser Region, Satigny, gleichzeitig die bedeutendste Weinbaugemeinde der Schweiz ist.
Folgende Gemeinden haben den Status einer Appellation: Choully, Satigny, Peissy, Russin, Dardagny, Lully, Bardonnex, Cologny, Jussy, Choulex, Hermance, Céligny, Collex-Bossy.
Rebsortenspiegel:
- weiss (insgesamt 712 ha): Chasselas mit 477 ha, Müller-Thurgau (51 ha), Chardonnay (31 ha), Pinot Gris (17 ha), Pinot Blanc (41 ha), Sauvignon blanc (20 ha), Sonstige (41 ha).
- rot (insgesamt 647 ha): Pinot Noir (122 ha), Gamay (440 ha), Merlot (11 ha), Gamaret (43 ha), Garanoir (11 ha), Syrah (2 ha), Sonstige (17 ha).

### Drei-Seen-Land (Teile der Kantone Bern, Freiburg, Waadt und Neuenburg)

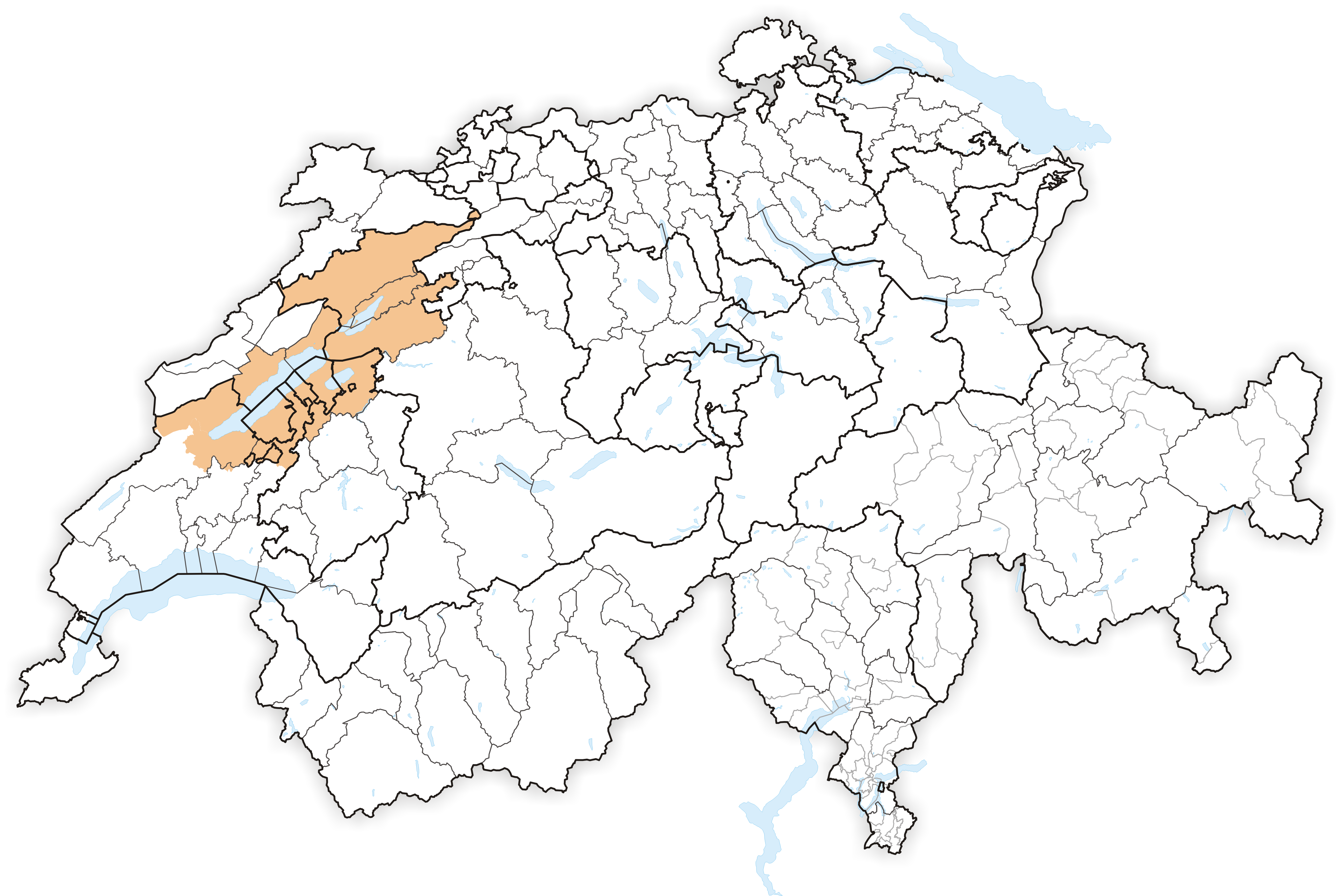
Lage des Drei-Seen-Lands sowie des Weinbaugebietes Bielersee und Mont Vully

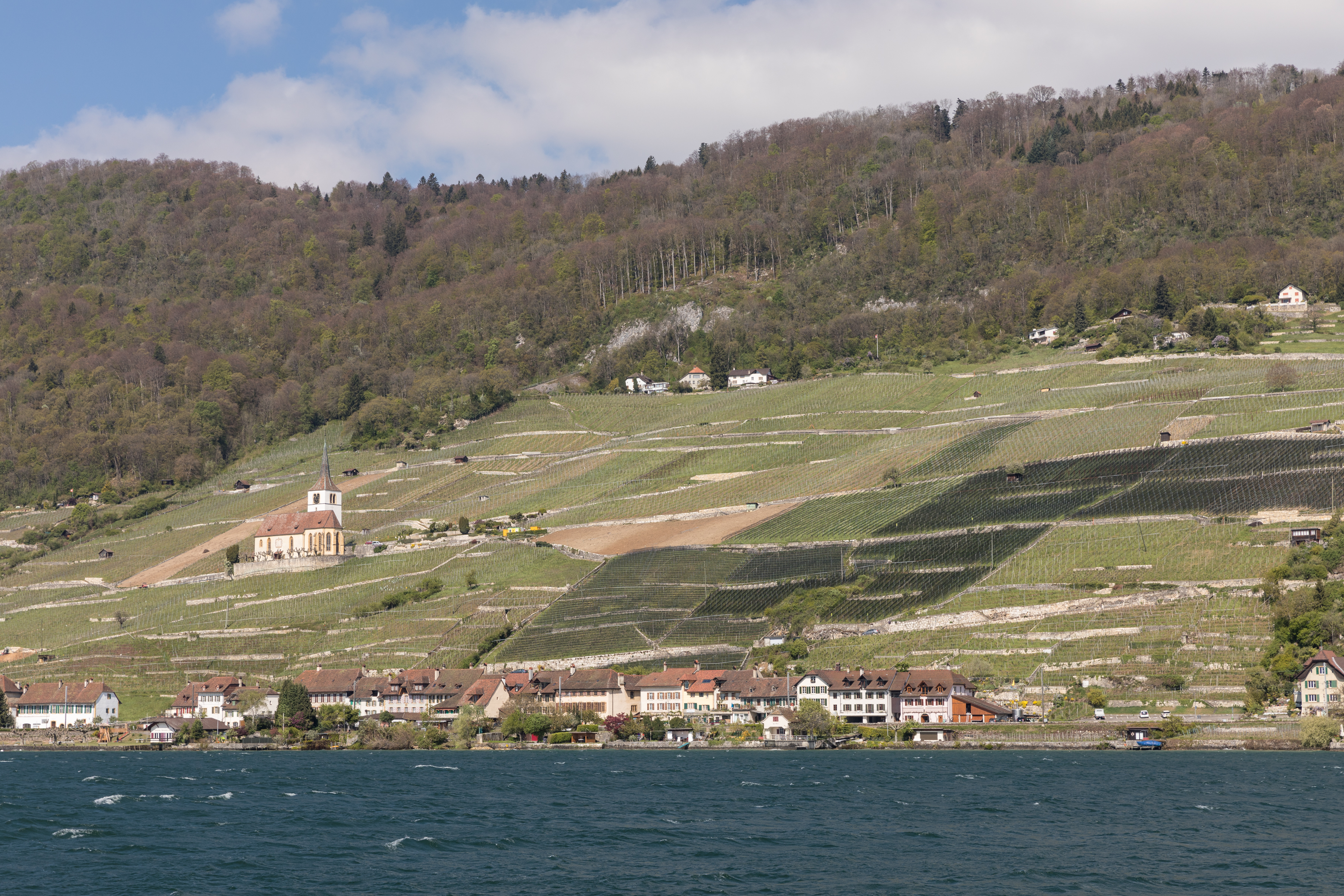
Blick auf Ligerz und seine Weinberge

Das Drei-Seen-Land (französisch Pays des Trois-Lacs) ist eine Region in der Schweiz um die drei grossen Juraseen Bielersee, Neuenburgersee und Murtensee. Diese Region liegt in verschiedenen Kantonen, namentlich im Kanton Bern, im Kanton Freiburg, im Kanton Neuenburg und im Kanton Waadt.
Auf diesem Gebiet werden auf 945 ha Wein bzw. Reben kultiviert. In der für ihre Uhrmacher bekannten Region dominieren die Rebsorten Chasselas beim Weisswein und Pinot Noir beim Rotwein eindeutig. Die weissen Rebsorten dominieren im Drei-Seen-Land. Daneben gilt als Spezialität der Region der roséfarbene Œil de Perdrix, der eine Neuenburger Erfindung ist. Der Kanton Neuenburg war der erste Kanton der Schweiz, der Ertragsbeschränkungen einführte.
Das Gebiet wird in Bielerseeweine, die an den steilen, bis zum Seeufer reichenden Hänge des nördlichen Bielerseeufers zwischen Biel/Bienne und Neuenstadt angebaut werden, Neuenburgerweine (Neuenburgersee und übrige Gebiete) und den Weinen des Murtensees, die ausschliesslich an den Hängen des Mont Vullys angebaut werden, unterteilt.
Folgende Gemeinden verleihen für ihre Weine den Status einer geschützten Herkunftsbezeichnung Appellation d’Origine Contrôlée: Vaumarcus, Fresens, Saint-Aubin-Sauges, Gorgier, Bevaix, Boudry, Cortaillod, Auvernier, Neuchâtel, Hauterive, Saint-Blaise, Cornaux, Cressier, Le Landeron, Neuenstadt, Schafis, Ligerz, Twann, Tüscherz, Vingelz, Erlach, Tschugg, Mont Vully.
Rebsortenspiegel für das Gebiet Neuenburg:
- weiss (330 ha): Chasselas (dt. Gutedel) (282 ha), Chardonnay (17 ha), Pinot Gris (21 ha), Müller-Thurgau (4 ha), Sauvignon Blanc (2 ha), Sonstige (4 ha).
- rot (275 ha): Pinot Noir (275 ha), Gamaret (2 ha), Garanoir (3 ha).

Daneben existieren jeweils am Bielersee, am Neuenburgersee und am Mont Vully Weinwanderwege inmitten der Rebberge sowie einige Museen und Ausstellungen. Die Berner Kantonsregierung verleiht jährlich die Auszeichnung «Berner Wein des Jahres» für die besten im Kanton Bern hergestellten Weine.

### Kanton Tessin

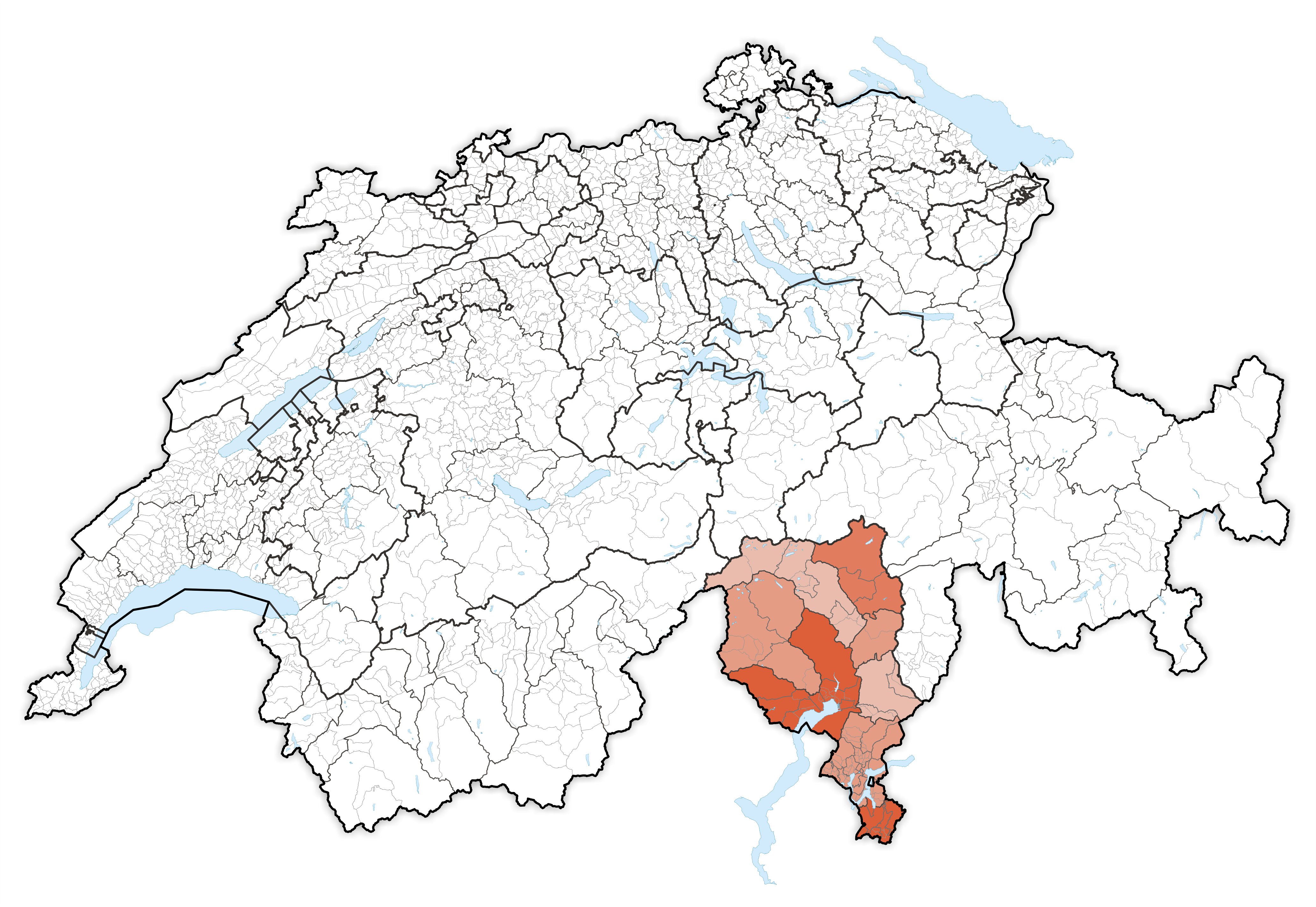
Lagekarte des Kantons Tessin

Im Kanton Tessin (italienisch Ticino), dem südlichsten Kanton der Schweiz, befindet sich eine Rebfläche von 1028 ha, die sich ca. 3800 Winzer teilen. Fast 83 % dieser Fläche ist mit der Bordeaux-Traube Merlot bestockt, die Anfang des 20. Jahrhunderts hier eingeführt wurde. In Höhen unterhalb 450 m reift die Traube zuverlässig aus. In höhergelegenen Weinbergen muss man auf Pinot Noir ausweichen. Die meisten der 3800 Winzer bearbeiten den Weinberg im Nebenerwerb, es gibt ca. 30 hauptberufliche Winzer im Tessin.
Der Merlot Wein aus dem Tessin entspricht generell einer Appellation, der Ticino D.O.C. Merlot. Neben dem Appellations-Status vergibt man im Tessin noch ein Gütesiegel mit dem Namen VITI. Dieses Siegel setzt eine Geschmacksprüfung sowie eine allgemeine Beurteilung voraus und wird nur den besseren Weinen zugeteilt. Das VITI Gütesiegel wird auch noch einer anderen Spezialität des Tessin, dem Grappa zugeteilt.
Weinbauorte im Tessin sind Giornico, Malvaglia, Biasca, Verscio, Gordola, Tenero, Gudo, Giubiasco, Rivera, Morcote, Rovio, Stabio, Morbio, Chiasso mit der Ortschaft Pedrinate und Castel San Pietro.
Rebsortenspiegel für den Kanton Tessin:
- weiss (insgesamt 68 ha): Chasselas (8 ha), Müller-Thurgau (4 ha), Chardonnay (34 ha), Pinot Gris (2 ha), Sauvignon blanc (8 ha), Sonstige (12 ha).
- rot (insgesamt 960 ha): Pinot noir (15 ha), Merlot (849 ha), Gamaret (9 ha), Syrah (2 ha), Sonstige (85 ha). Bei den sonstigen Sorten handelt es sich meist um Cabernet Sauvignon, Cabernet Franc sowie Bondola.

### Deutschschweiz

#### Kanton Zürich

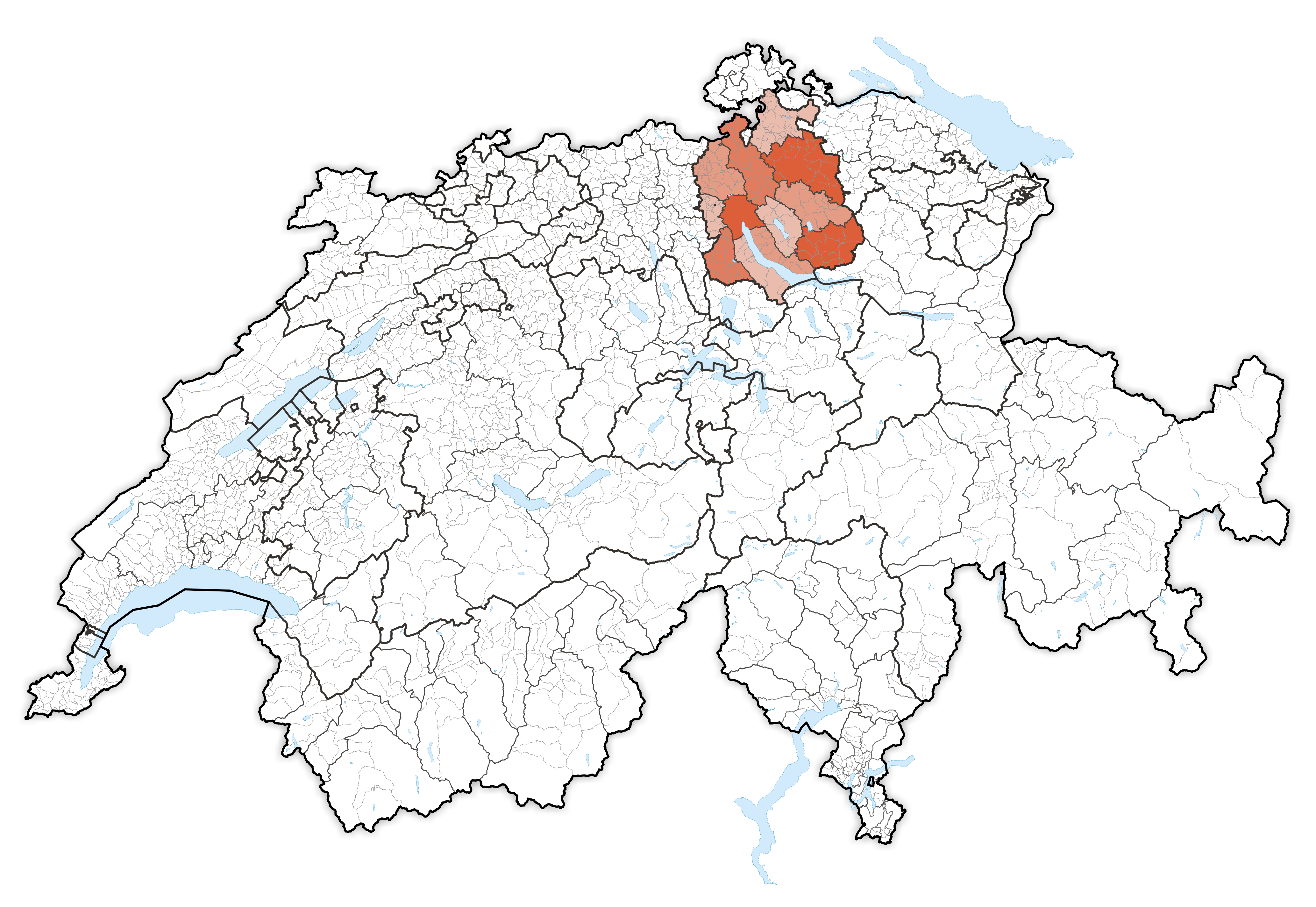
Lagekarte des Kantons Zürich

Im Kanton Zürich stehen die grössten Weinflächen der insgesamt 17 deutschsprachigen Kantone. Die 644 ha Rebfläche verteilen sich an den Ufern des Zürichsees sowie in Regionen des Limmattal, Zürcher Unterland sowie Zürcher Weinland.
Weinbaugemeinden im Kanton Zürich sind: Freienstein-Teufen, Stammheim, Dachsen, Andelfingen, Flaach, Neftenbach, Seuzach, Eglisau, Weiningen, Meilen, Stäfa, Au, Wädenswil, Richterswil.
Rebsortenspiegel für den Kanton Zürich:
- weiss (insgesamt 229 ha): Müller-Thurgau (166 ha), Räuschling(17 ha), Chardonnay (10 ha), Pinot Gris (9 ha), Pinot Blanc (2 ha), Sauvignon blanc (6 ha), Sonstige (36 ha).
- rot (insgesamt 415 ha): Pinot Noir (hier Blauburgunder genannt mit 380 ha), Gamaret (2 ha), Garanoir (5 ha), Sonstige (28 ha).

#### Kanton Schaffhausen

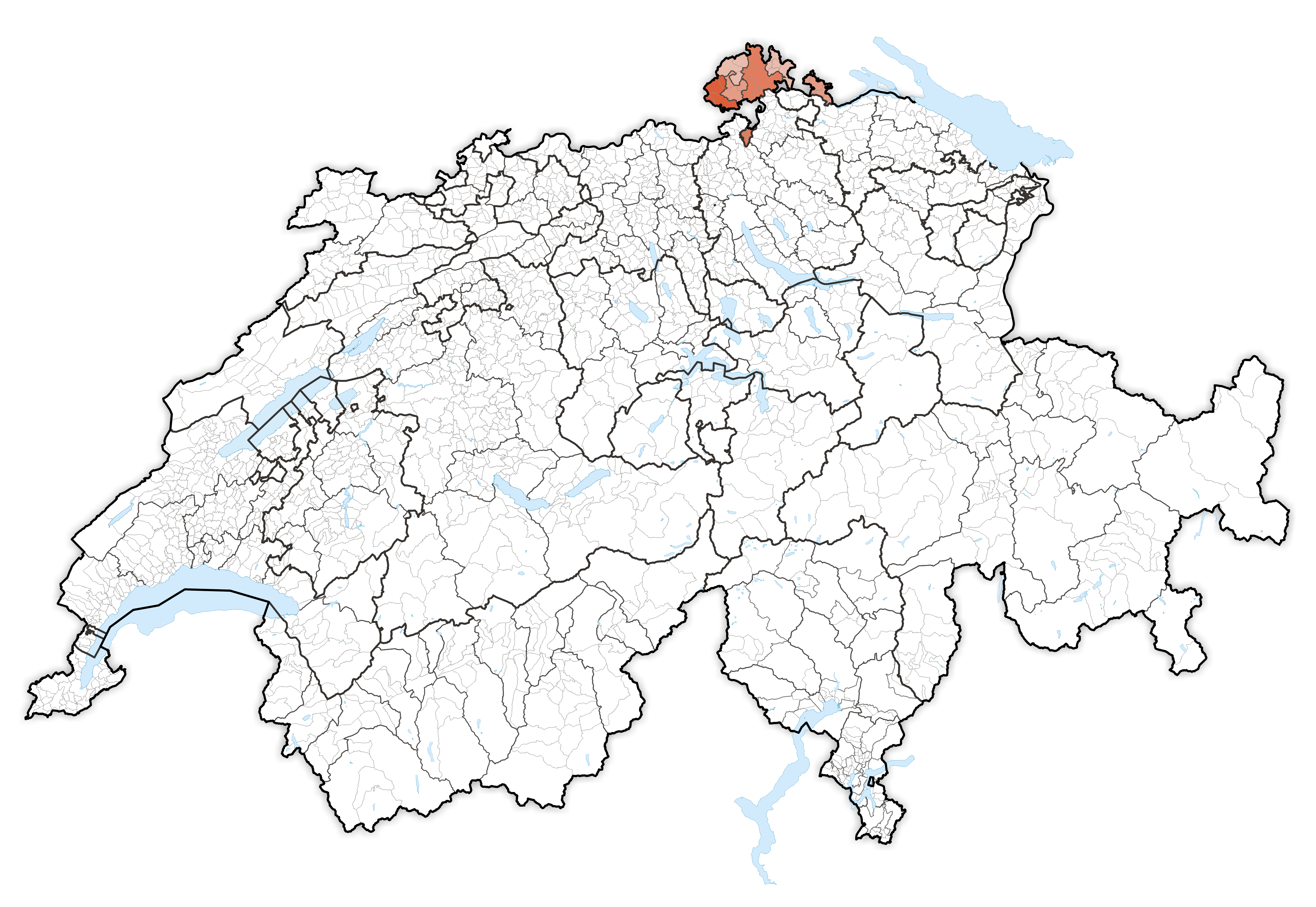
Lagekarte des Kantons Schaffhausen

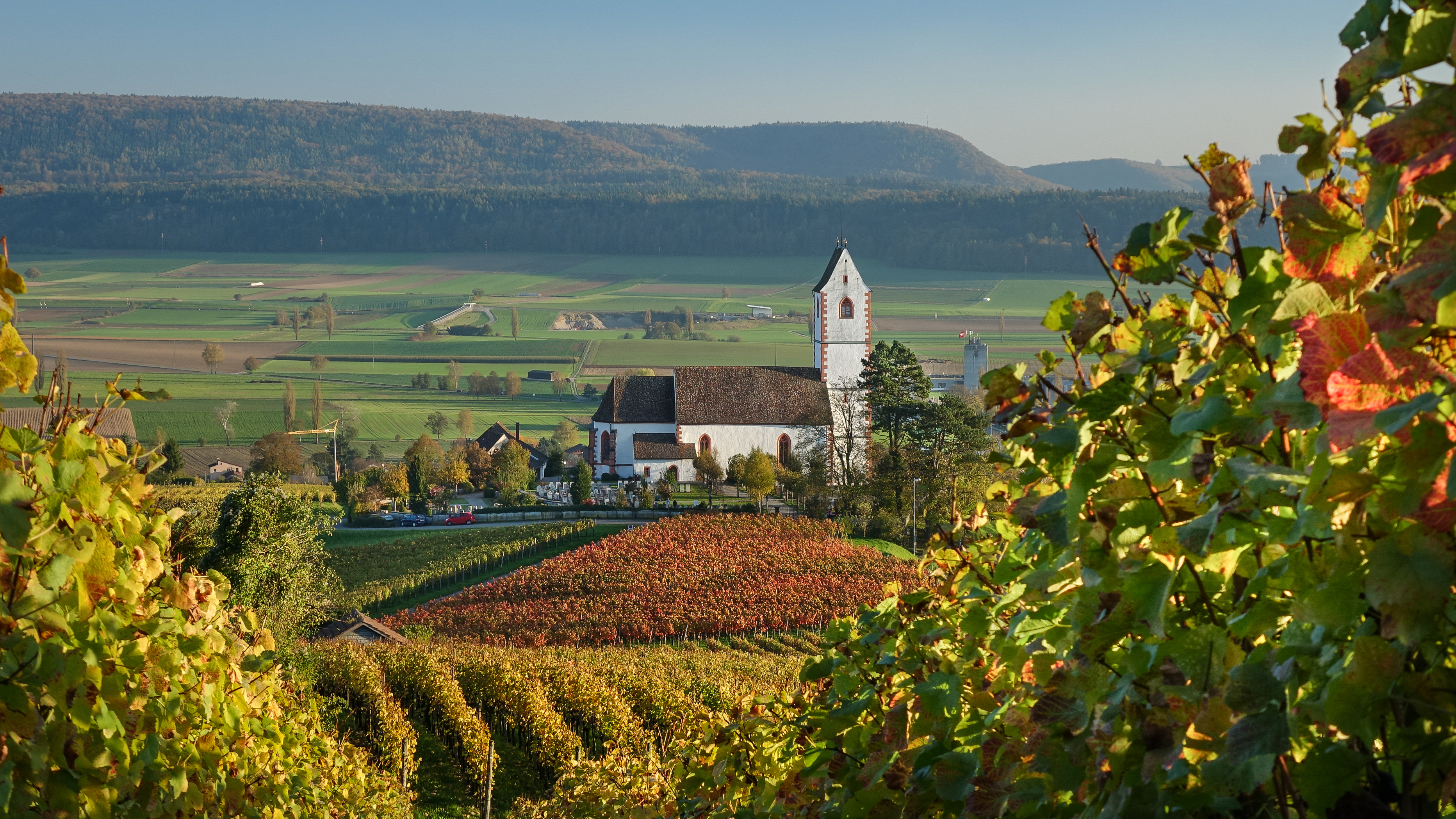
Rebberg mit Bergkirche in Hallau

Im Kanton Schaffhausen wird vornehmlich Pinot Noir angebaut, der hier Blauburgunder genannt wird. Auch wird in Schaffhausen RieslingxSylvaner angebaut. Nebst diesen beiden Hauptrebsorten werden auch Chardonnay, Pinot Gris, Gewürztraminer, Räuschling und Kerner in kleinen Mengen angebaut.
Das Weinbaugebiet Schaffhausen, hinter dem Kanton Zürich das zweitgrösste der Deutschschweiz, verteilt sich über 20 Weinbaugemeinden. Grundsätzlich erfolgt dabei eine Unterteilung in fünf Teilgebiete:
- Klettgau mit u. a. Beringen, Löhningen, Siblingen, Gächlingen, Oberhallau, Hallau, Trasadingen, Osterfingen und Wilchingen. Hallau ist mit einer Rebfläche von rund 150 ha die grösste Weinbaugemeinde der Ostschweiz – wovon ca. 120 ha mit Blauburgunder und ca. 30 ha mit Riesling x Sylvaner bestockt sind. Im Weinbauzentrum Hallau sind die vier grössten Weinbauhandelsbetriebe ansässig. Wilchingen, die zweitgrösste Schaffhauser Weinbaugemeinde, liegt eingebettet zwischen rebenbewachsenen Hügeln im südlichen Klettgau. Das Rebland ist auch überwiegend mit Blauburgunder und sehr wenig Riesling x Sylvaner bestockt. dafür finden wir hier noch Pinot Gris, Tokayer genannt.
- Schaffhausen mit dem Munotrebberg hat sich Schaffhausen ein Symbol für seine jahrhundertealte Rebbautradition erhalten.
- Schaffhauser Umgebung mit Thayngen, Dörflingen, Bibern SH und Altdorf SH.
- Oberer Kantonsteil mit Stein am Rhein.
- Unterer Kantonsteil mit Buchberg und Rüdlingen

#### Kanton Aargau

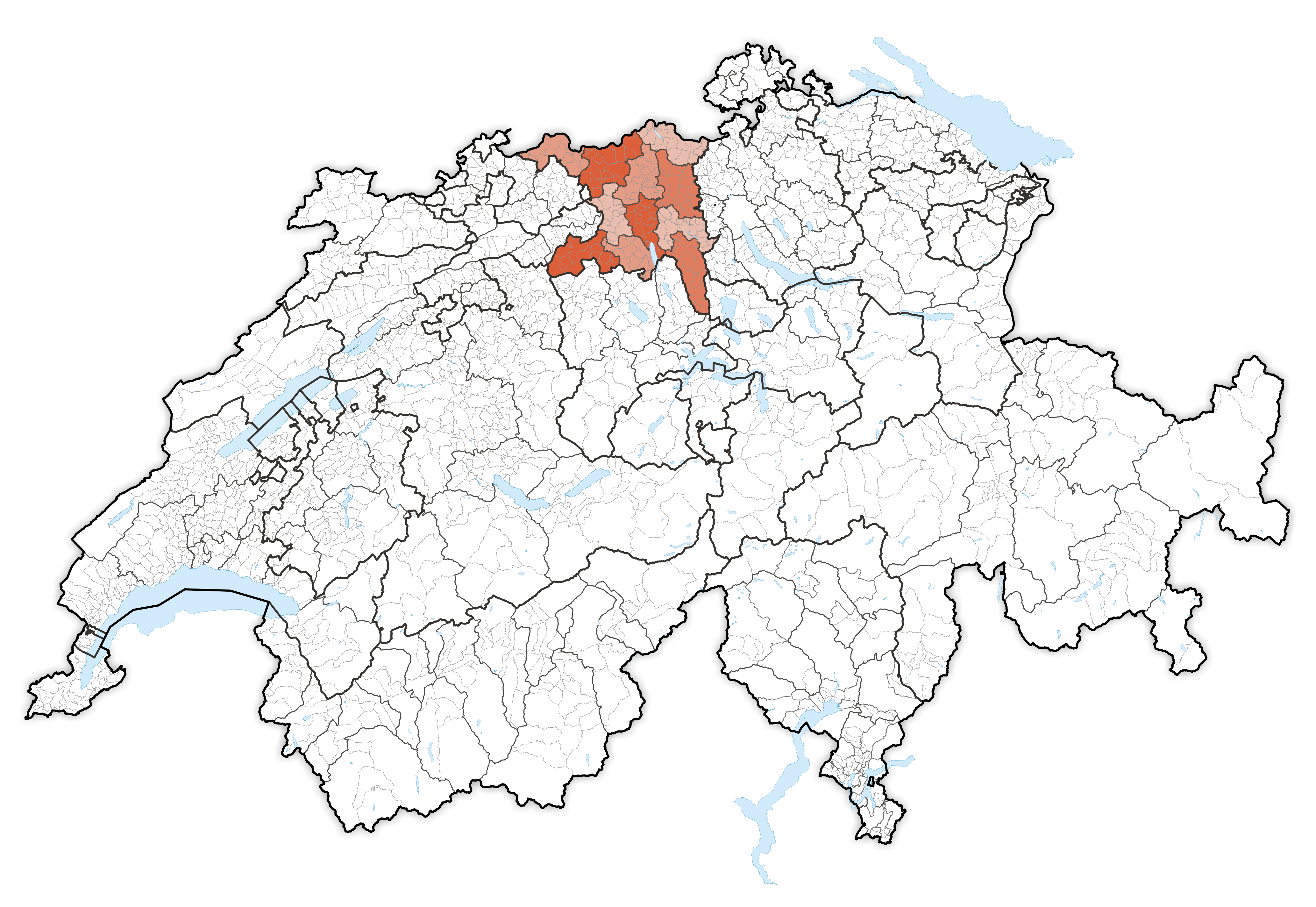
Lagekarte des Kantons Aargau

Im Kanton Aargau wird auf knapp 400 ha Wein kultiviert. Das Anbaugebiet erstreckt sich über viele kleine Gemeinden, die vorwiegend an exponierten Südhängen in den Haupt- und Seitentälern liegen. Die hauptsächlichen Rebsorten sind Blauburgunder und Riesling x Silvaner.
In folgenden sieben Gebieten befinden sich die Gemeinden, in denen Wein angebaut wird:
- Fricktal
- Limmattal mit Wettingen
- Reusstal
- Schenkenbergertal und Umgebung Aarau
- Seetal und Wildegg
- Geissberg
- Unteres Aaretal

#### Kanton Thurgau

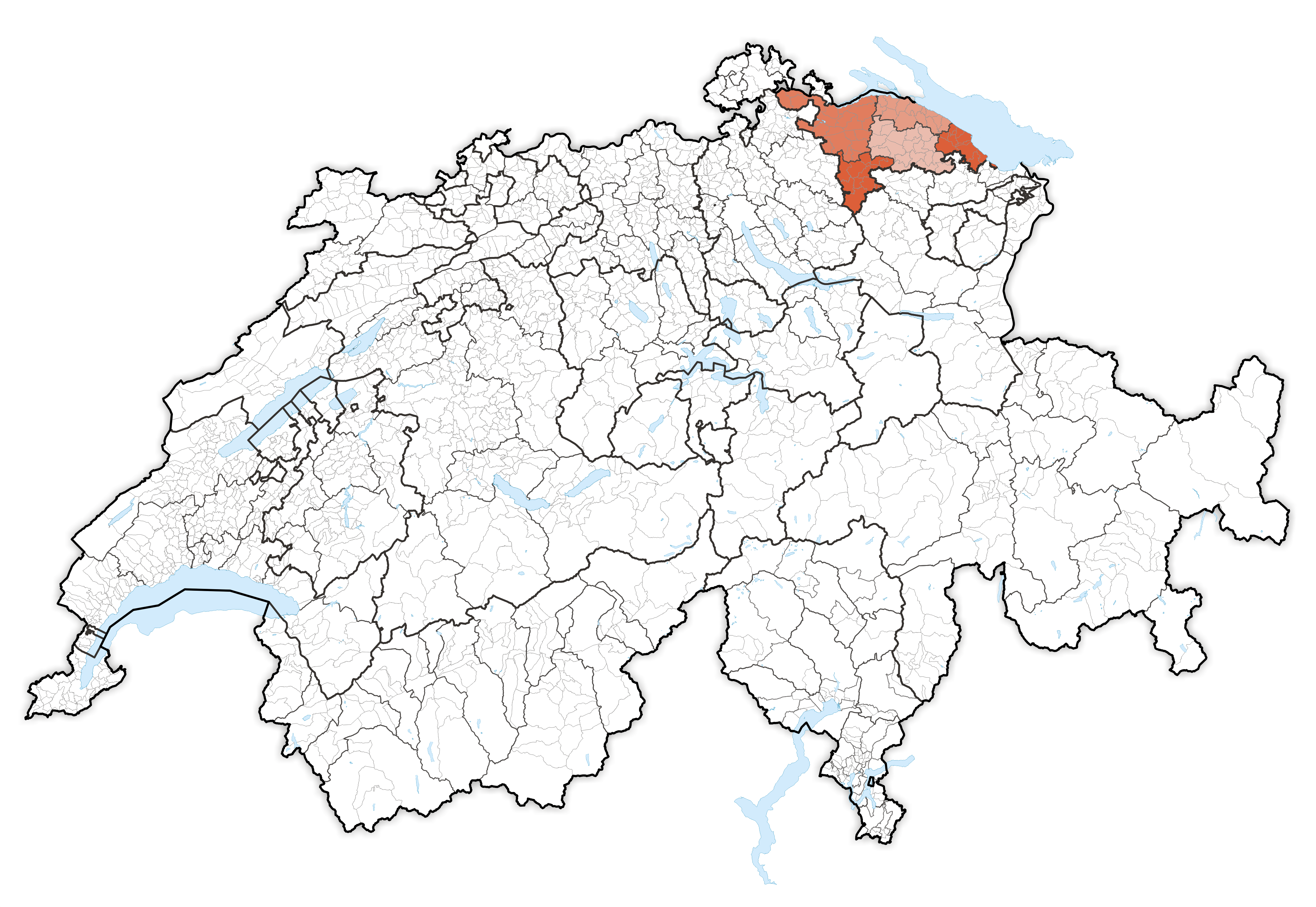
Lagekarte des Kantons Thurgau

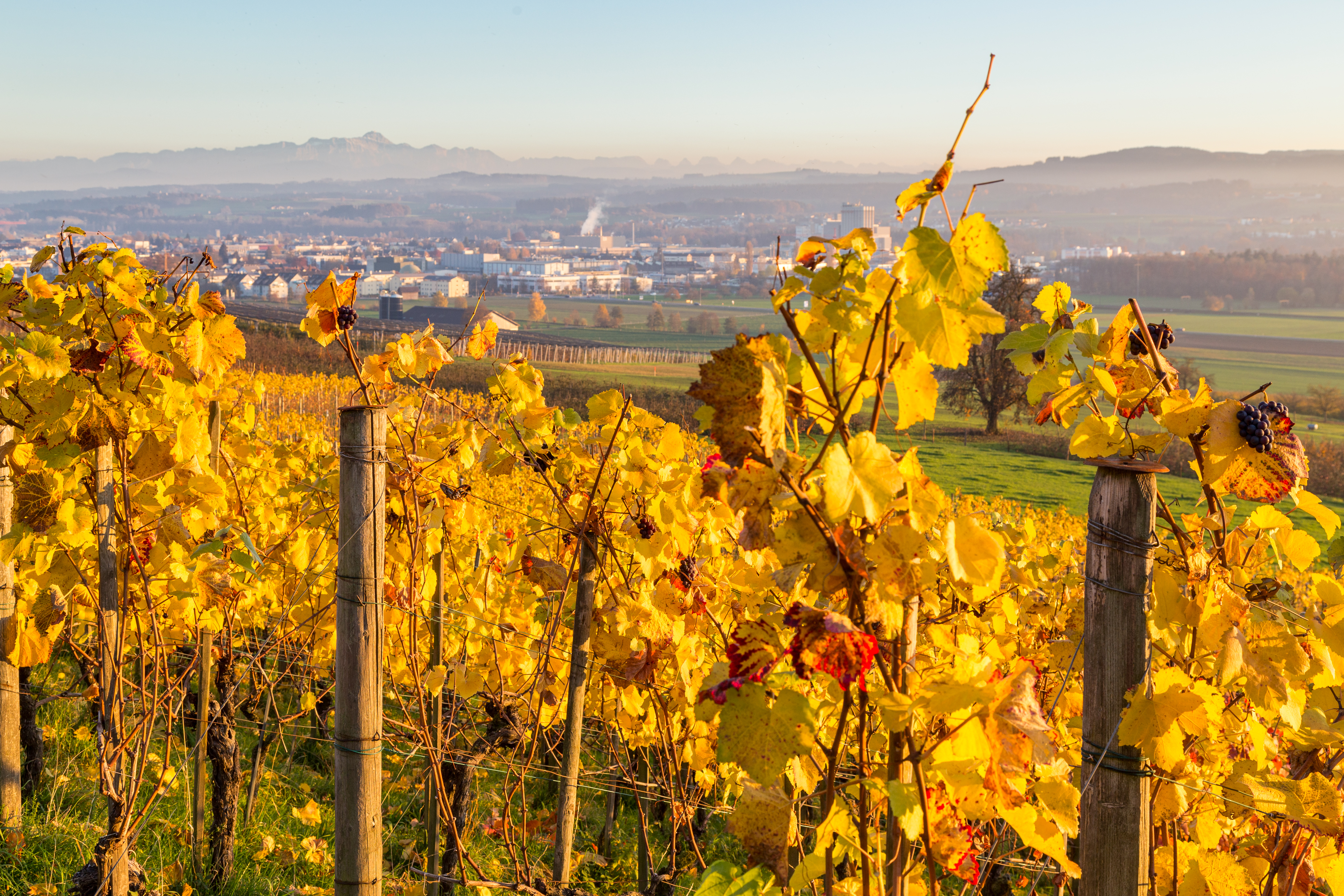
Blick vom Ottenberg auf Weinfelden und den Alpstein

Der Kanton Thurgau hat eine Weinbaufläche von rund 250 ha. 65 Prozent davon werden für rote Sorten beansprucht, hauptsächlich Blauburgunder. Bei den weissen Sorten dominiert Riesling x Sylvaner. Der Thurgauer Weinbau profitiert vom milden und ausgeglichenen Klima, das dem Bodensee zu verdanken ist. Die Reben stehen auf unterschiedlichen Bodenstrukturen von sandigem Lehm bis hin zu tiefgründigen Moräneböden. Die grösste Rebbaugemeinde im Thurgau ist Uesslingen-Buch. Vor rund 200 Jahren wies der Thurgau noch weit über 2000 ha Reben auf.
Das Weinanbaugebiet ist in sechs Regionen unterteilt:
- Seebachtal mit Nussbaumen, Hüttwilen, Herdern und Dettighofen
- Unteres Thurtal mit den Gemeinden Neunforn, Warth-Weiningen und Uesslingen-Buch mit Dietingen und Iselisberg
- Untersee: In Eschenz, Mammern, Steckborn, Berlingen, Salenstein, Ermatingen und Tägerwilen wird vorwiegend Riesling x Sylvaner angepflanzt.
- Rheingebiet mit Diessenhofen, Basadingen und Schlattingen im nordwestlichsten Kantonsteil
- Lauchetal südlich der Thur mit Stettfurt, Frauenfeld und Ettenhausen ist das kleinste Produktionsgebiet im Thurgau.
- Oberes Thurtal mit Ottenberg und den kleineren Rebbgebieten von Schloss Hagenwil, Amlikon, Götighofen, Sulgen, Buchackern und Mauren[19]

Der Thurgau ist der Heimatkanton von Professor Hermann Müller, dem Züchter der Sorte Riesling x Silvaner (Müller-Thurgau).

#### Kanton St. Gallen

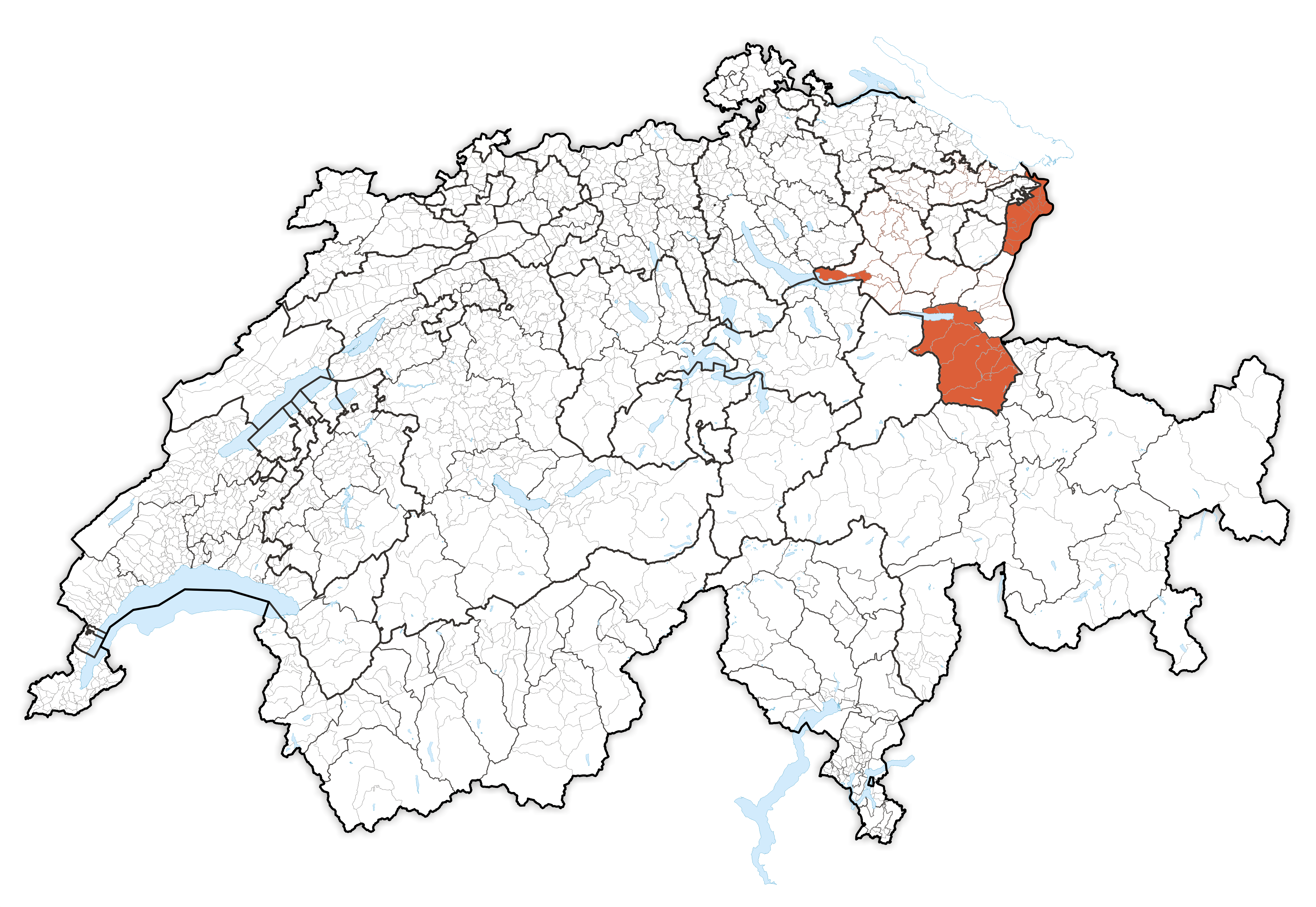
Die Hauptanbaugebiete des St. Galler Rebbaus liegen in den Wahlkreisen Sarganserland und Rheintal. Eine gewisse Bedeutung hat der Weinbau auch am Zürichsee.

Im Kanton St. Gallen betreiben 400 Rebbauern auf 217 ha Weinbau, vorwiegend an steilen Südhängen des Rheintals und Sarganserlandes. Die Gegend profitiert vom milden Klima und vom Föhn, dem sogenannten «Traubenkocher». Die Rebfläche hat sich in den letzten Jahren kaum verändert. Grösste Weinbaugemeinde ist Berneck mit 40 ha Anbaufläche, gefolgt von Thal (22 ha) und Balgach (20 ha). Aus Qualitätsgründen sind die Ertragsmengen pro Quadratmeter begrenzt. Insgesamt gibt es im Kanton 32 Winzerbetriebe – 9 sind Traubenproduzenten mit Weinverkauf, der Rest sind Selbstkelterungsbetriebe. In Pfäfers befindet sich auf einer Meereshöhe von 740 Meter der höchstgelegene Rebberg der Ostschweiz. Die Rebberge im kleinklimatisch mediterranen Quinten am Walensee sind nur mit dem Schiff erreichbar.
Angepflanzt werden rund 60 verschiedene Sorten. Dominierend sind Blauburgunder und Riesling x Sylvaner. Zu den häufigen Sorten zählen zudem Zweigelt, Gamaret, Dornfelder, Syrah, Maréchal Foch, Johanniter, Freisamer, Rheinriesling, Gewürztraminer und Räuschling. Es werden mehrheitlich rote Traubensorten angebaut, aber in den letzten Jahren zeigt sich ein Trend zu weissen Spezialitäten. St. Gallen hat mit 7 % einen verhältnismässig hohen Anteil pilzwiderstandsfähiger Rebsorten (Piwi-Sorten), die weniger Pflanzenschutz benötigen.
In Walenstadt wird schweizweit mit über 60 % der Rebfläche der höchste Anteil an biologischen Reben bewirtschaftet. Bis in die 1990er-Jahre schrieb der Kanton den Rebbauern vor, welche Sorten angepflanzt werden durften.

#### Kantone Basel-Stadt, Baselland und Solothurn

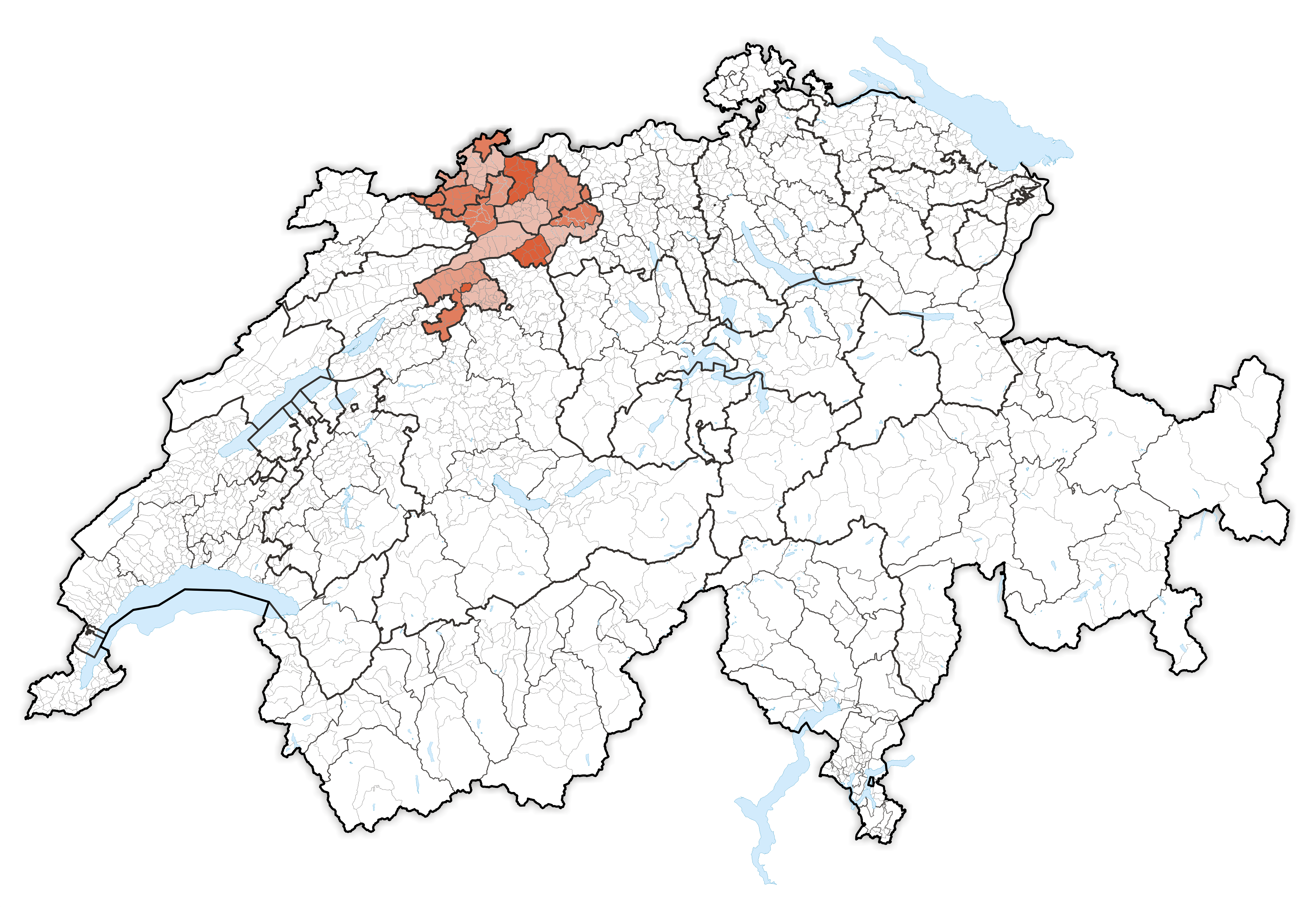
Lagekarte der Kantone Basel und Solothurn

Die Weinbaugebiete der Kantone Basel-Landschaft, Basel-Stadt und Solothurn umfassen rund 136 ha. Reben wurden in der Nordwestschweiz schon seit der Römerzeit kultiviert. Das von der Oberrheinischen Tiefebene beeinflusste Klima ist für den Rebbau günstig. Die grosse Mehrheit der Reben gedeiht in den nach Süden orientierten Hänge im Tafel- und Faltenjura. Auf 63 Prozent der Fläche sind rote Sorten angebaut, wobei der Blauburgunder dominiert.

#### Kanton Luzern

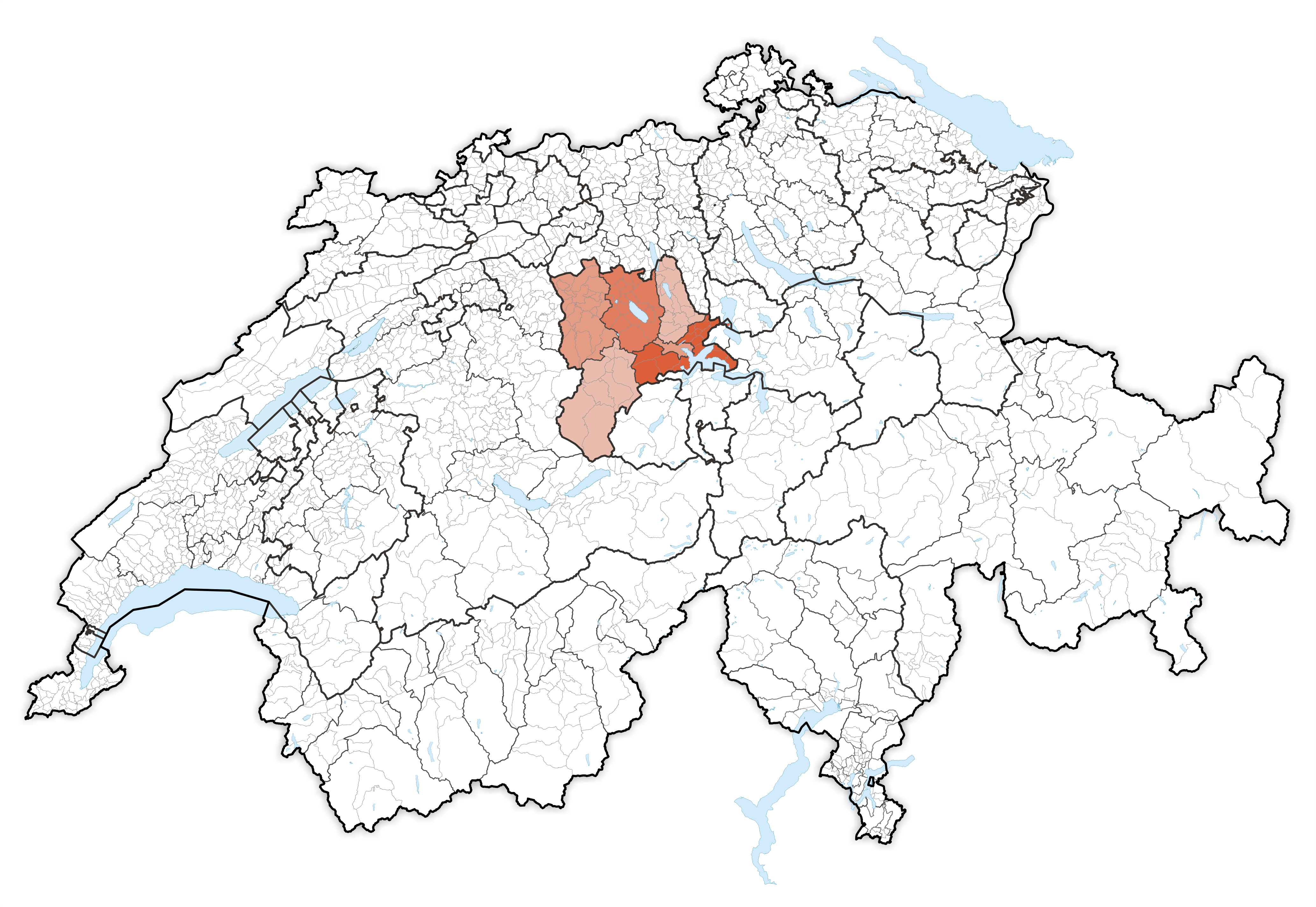
Lagekarte des Kantons Luzern

Im Kanton Luzern wächst die Rebfläche kontinuierlich an.
2024 wurden im Kanton Luzern auf rund 100 Hektar Weintrauben angebaut, in den 1980er-Jahren waren es erst gut 10 Hektar. Fast vierzig Winzer bauen ebenso viele verschiedene Rebsorten an.
- weiss (insgesamt 48 %): Riesling – Sylvaner 22 %, Pinot Gris 5 %, Solaris 5 %, Sauvignon Blanc 4 %, Diverse 12 %
- rot (insgesamt 52 %): Blauburgunder 30 %, Gamaret 4 %, Zweigelt 4 %, Diverse 14 %

Der Anteil der pilzwiderstandsfähiger Sorten stieg in den letzten rund 30 Jahren stetig an. Unterdessen machen sie 42 Prozent der Luzerner Anbaufläche aus – schweizweit sind es bloss 3,5 Prozent.
Die Weinanbaugebiete des Kantons Luzern teilen sich auf vier Rebregionen auf:
- Wiggertal
- Sempachersee/Surental
- Seetal
- Vierwaldstättersee

Im Jahre 2005 wurde die kontrollierte Ursprungsbezeichnung (AOC Luzern) eingeführt.

#### Thunersee
An den Ufern des Thunersees wird in den Gemeinden Thun, Spiez, Oberhofen und Hilterfingen Weinbau betrieben. Weisse Sorten sind Müller-Thurgau und Chardonnay, rote Sorten sind Garanoir und Pinot Noir. Im Gegensatz zu den Weinen des Berner Seelandes, die zur Westschweiz gerechnet werden, gehören die Thunerseeweine zur Ostschweiz.

#### Bündner Herrschaft

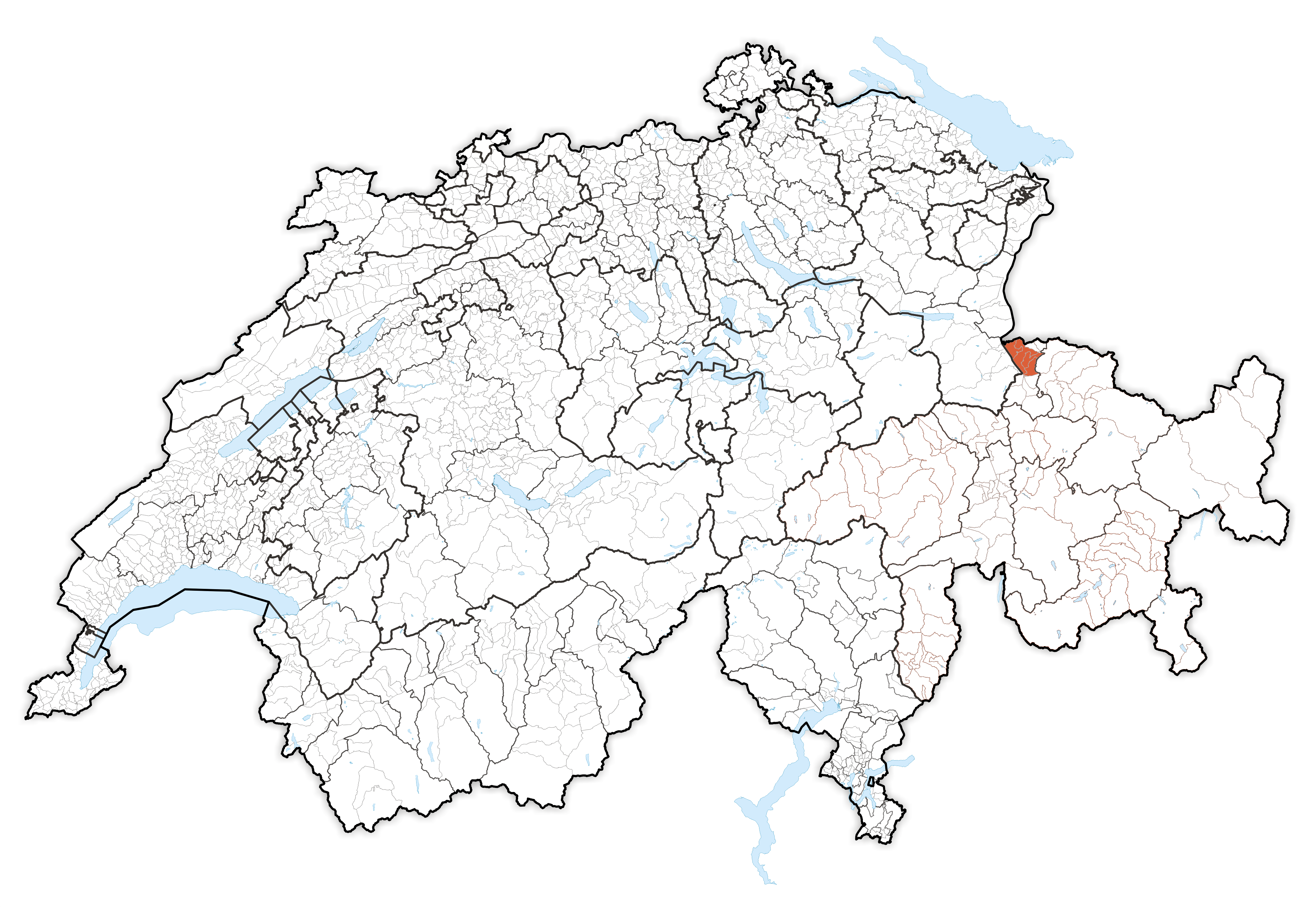
Im Gebirgskanton Graubünden konzentriert sich der Rebbau auf die Gemeinden Fläsch, Maienfeld, Jenins und Malans.

Die an das Sarganserland angrenzende Bündner Herrschaft umfasst die Gemeinden Fläsch, Maienfeld, Jenins und Malans. Auf dieser relativ kleinen Weinbaufläche wird vor allem Pinot Noir angebaut; daneben existieren auch Riesling x Sylvaner (Müller-Thurgau) und Chardonnay. Durch diese Weinregion führt ein Weinwanderweg.

## Fussnoten
1. ↑  Informationen zur Weinregion «Wallis/Valais» im Wein‑Plus Weinführer, gesehen am 6. März 2017.
2. ↑  Die Weinbaugeschichte der Rebe und der Weine und ihren Weg in die Schweiz, gesehen am 7. März 2017.
3. ↑  Denner und IP-SUISSE lancieren Projekt zu verantwortungsvollem Weinbau. In: ipsuisse.ch. 30. April 2021, abgerufen am 30. April 2021.
4. ↑  Biljana Gogic, Andreas Lüthi: Schweizer Landwirtschaft - Kontrolleure weisen Einsatz verbotener Pestizide nach. In: srf.ch. 30. März 2025, abgerufen am 31. März 2025.
5. ↑  Weinlese 2024: zweitschwächste Ernte der letzten 50 Jahre. In: admin.ch. 20. Februar 2025, abgerufen am 20. Februar 2025.
6. ↑  Goldgelbe Vergilbung. In: agroscope.admin.ch. Abgerufen am 9. März 2025.
7. ↑  Christian Schürer: 40 Jahre Kassensturz – Die Lebensmittel-Skandale. Schweizer Radio und Fernsehen, 14. Januar 2014, abgerufen am 19. November 2020.
8. ↑  Wallis: Weinkellerei Provins vom Kantonschemiker angezeigt. Radio Rottu Oberwallis, 12. Dezember 2014, abgerufen am 24. Januar 2021.
9. ↑  Walliser Weinkooperative Provins wegen überzuckertem Wein gebüsst. swissinfo.ch, 12. Mai 2015, abgerufen am 24. Januar 2021.
10. 1 2  Das Weinjahr 2019 des Eidgenössenschaftlichen Bundesamts für Landwirtschaft, April 2020 (PDF, 35 Seiten).
11. 1 2  Das Weinjahr 2014 des Eidgenössenschaftlichen Bundesamts für Landwirtschaft, April 2015 (PDF, 53 Seiten).
12. ↑  Informationen zur Weinregion «Wallis/Valais» im Wein‑Plus Weinführer, gesehen am 6. März 2017.
13. ↑  Rebberg-Revolution - Weinkanton Wallis will moderne Rebberge. In: srf.ch. 20. Mai 2024, abgerufen am 20. Mai 2024.
14. ↑  Weine aus der Schweiz – Qualität ohne Kompromiss, abgerufen am 13. Dezember 2017.
15. ↑  Artikel 32 der (PDF) Verordnung über den Rebbau und den Wein (VRW, 916.142), Sitten 17. März 2004.
16. ↑  Artikel 32, 56, 90 und 95 der (PDF) Verordnung über den Rebbau und den Wein (VRW, 916.142), Sitten 17. März 2004.
17. ↑  Artikel 32 und 88 der (PDF) Verordnung über den Rebbau und den Wein (VRW, 916.142), Sitten 17. März 2004.
18. ↑  Berner Wein des Jahres, Volkswirtschaftsdirektion des Kantons Bern, abgerufen am 18. Oktober 2017.
19. 1 2  Thurgau – Vom klassischen Landwein zum Grand Vin. Auf: Swiss Wine Deutschschweiz, abgerufen am 15. November 2023.
20. ↑  Thurgau: «Mostindien» punktet mit eleganten Weinen. Auf: Vinum – Magazin für Weinkultur, abgerufen am 15. November 2023.
21. 1 2 3 4  Regula Weik: 1,2 Millionen Rebstöcke, 400 Rebbauern. In: St. Galler Tagblatt (online), 30. Juli 2021.
22. ↑  Weinbau. Auf der Webseite des Kantons St. Gallen, abgerufen am 30. Juli 2021.
23. 1 2  Regula Weik, Natascha Arsic, Christoph Zweili: Alles, was Sie über den Weinbau in der Ostschweiz wissen müssen. In: St. Galler Tagblatt (online), 13. Oktober 2018.
24. 1 2 3  Anbaufläche. Auf der Webseite des Branchenverbands St. Galler Wein, abgerufen am 30. Juli 2021.
25. 1 2  Einzigartigkeit. Auf der Webseite des Branchenverbands St. Galler Wein, abgerufen am 30. Juli 2021.
26. ↑  Basel/Solothurn (BS, BL, SO). Auf: Swiss Wine Deutschschweiz, abgerufen am 15. November 2023.
27. 1 2  Weinregion Luzern – dank umstrittener Sorten zum Erfolg. In: Regionaljournal Zentralschweiz (online), 10. März 2025.
28. ↑  Branchenverband Graubünden Wein. Abgerufen am 11. Oktober 2020.